# Jeep Grand Cherokee
Der Jeep Grand Cherokee ist ein Sports Utility Vehicle der Oberen Mittelklasse des Automobilkonzerns Stellantis, der unter der Automobilmarke Jeep produziert und verkauft wird. Der Grand Cherokee für Europa wurde bis 2010 bei Magna Steyr in Österreich gefertigt. Der Grand Cherokee wird gemäß der Richtlinie 87/403/EWG der Klasse der Geländewagen zugezählt.

## Entwicklung
Der Grand Cherokee wurde eigentlich aus dem kleineren Jeep Cherokee entwickelt. Seine Ursprünge gehen auf das Jahr 1983 zurück, als die Ingenieure von AMC einen Nachfolger für den Cherokee konstruierten. Der Prototyp „Jeep Concept 1“ von 1989 nahm die grundsätzliche Konstruktion vorweg. Die AMC-Ingenieure wollten den Wagen bereits in den späten 1980er-Jahren präsentieren, aber der damalige Konzernchef Lee Iacocca priorisierte überarbeitete Minivans der Chrysler Corporation, durch die AMC 1987 übernommen worden war. Dadurch verzögerte sich seine Vorstellung und er wurde nun zum ersten Jeep mit Chrysler-Emblem. Er sollte mit dem Ford Explorer konkurrieren.
1992 wurde der erste Grand Cherokee in großem Stil auf der North American International Auto Show in Detroit vorgestellt: Der damalige Chrysler-Präsident Robert A. Lutz fuhr den Bürgermeister von Detroit Coleman Young die Stufen der Cobo-Hall hinauf und durch ein Glasfenster. Die Produktion des Grand Cherokee begann wenig später im dafür gebauten „Jefferson North Assembly“-Werk in Detroit.

## ZJ (1993–1998)

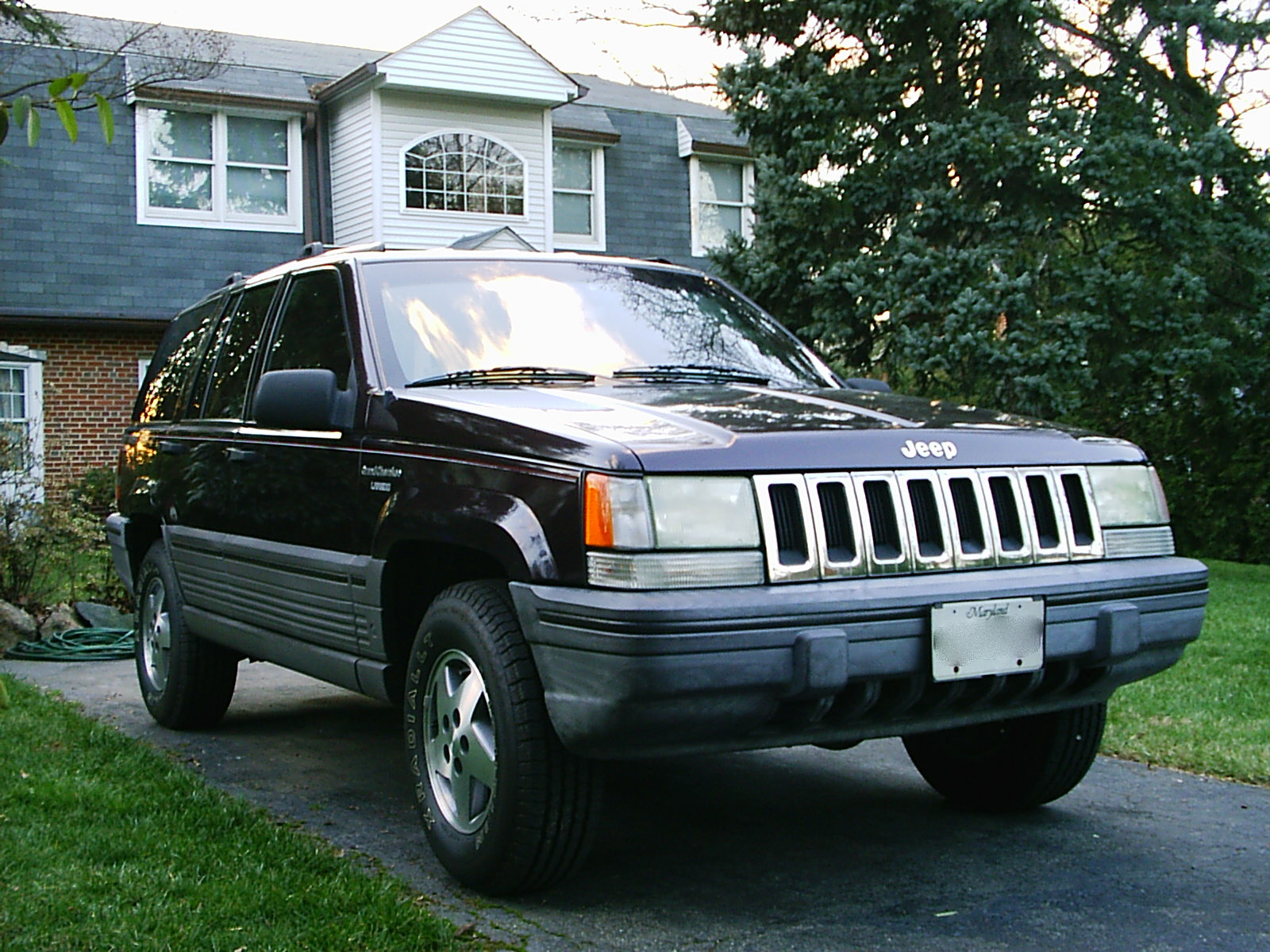
1993 Jeep Grand Cherokee

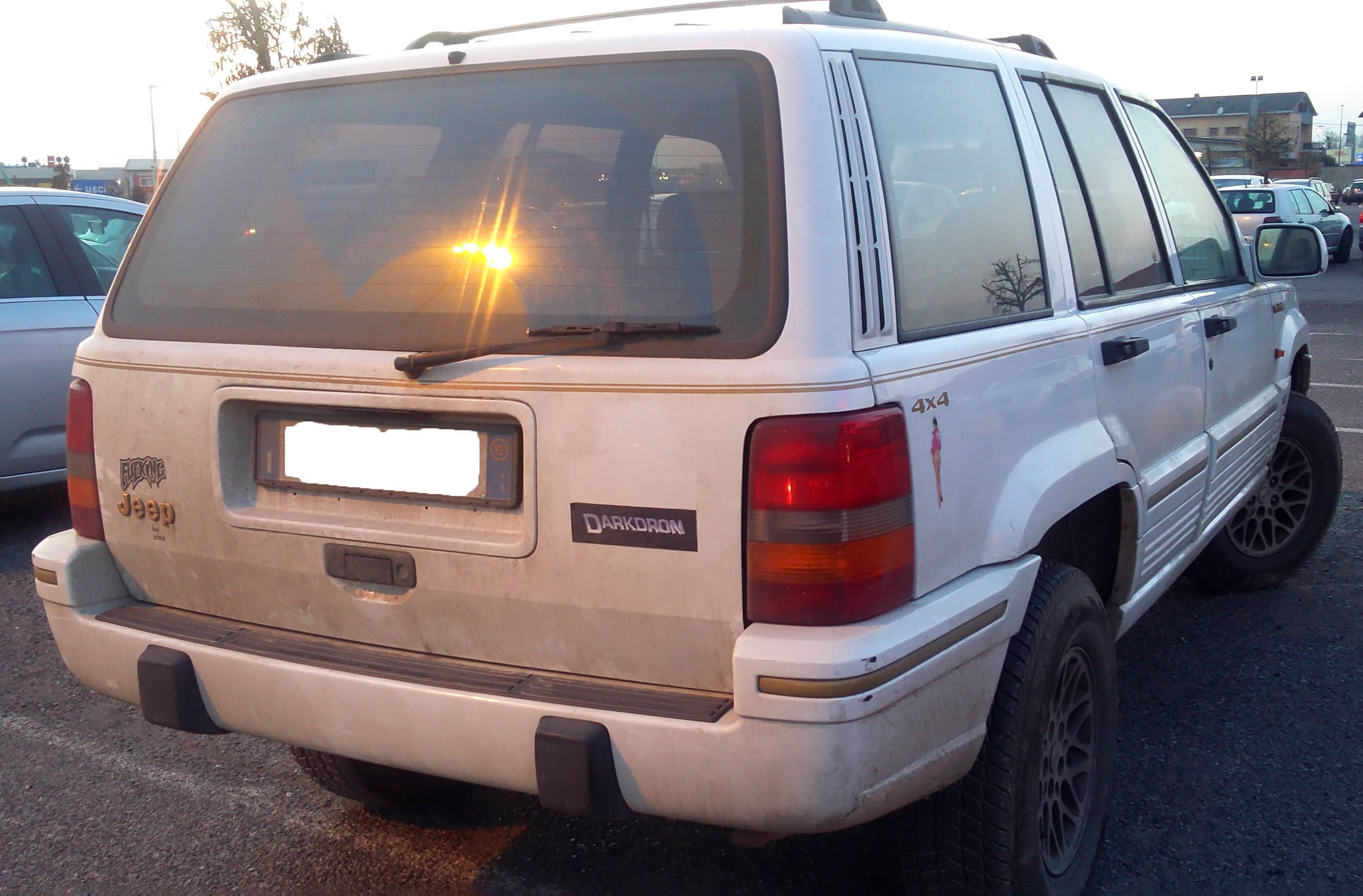
Hinten

Die ZJ-Modelle wurden von 1993 bis 1998 gebaut. Die Modelle mit V8 standen 1993 auf der Liste der „10 Besten Autos“ der Zeitschrift „Car and Driver“ und er wurde Truck of the Year der Zeitschrift Motor Trend. Das Modell gewann insgesamt dreimal den hoch angesehenen Preis 4x4 of the Year der Zeitschrift Petersen's 4-Wheel & Off-Road, nämlich in den Jahren 1993, 1996 (nach der Einführung des neuen Vorgeleges) und 1998 für den Limited 5.9.
Auf Wunsch gab es ein Up-Country-Paket mit stärkeren Gasdruckstoßdämpfern und anderen verstärkten Fahrwerkskomponenten.
1995 steigerte Chrysler das Drehmoment des 5,2-Liter-V8-Motors von 386 auf 407 Nm. Mit dem Modelljahr 1996 erhielt das Modell einige kleinere kosmetische Veränderungen an Kühlergrill und Stoßfänger, welcher nun mit integrierten Nebelleuchten ausgestattet war. Im Innenraum gab es nun Fahrer und Beifahrer-Airbag serienmäßig, das Armaturenbrett erhielt eine weichere Form und es waren hochwertigere Bezugsstoffe verfügbar.
Des Weiteren wurden Schalter und Knöpfe überarbeitet und wirkten nun moderner. Auch wich der Analoge Kilometerzähler einem Digitalen. Zugleich wurden die noch von AMC stammenden „Grand Cherokee“-Embleme auf den vorderen Kotflügeln durch bei Chrysler übliche ersetzt. Der AMC-Reihensechszylindermotor mit 4,0 Litern Hubraum wurde ebenfalls überarbeitet; er verlor zwar etwas Leistung, gewann aber an maximalen Drehmoment und Laufruhe.

### Ausstattungsvarianten

#### Serie
- Base (1993–1995): Das einfachste Modell besaß Stoffsitzbezüge und ein manuelles 5-Gang-Getriebe. 1994 in SE umbenannt, gehörten elektrische Fensterheber und Zentralverriegelung noch nicht zu dieser Basisausstattung des ZJ. Sie wurden erst 1995 Serie. Der hohe Preis führte zu schwachem Kundeninteresse und damit zu geringen Stückzahlen und dies wiederum zur Einstellung des heute seltenen Grundmodells.

- Laredo (1993–1998): Dies war das ehemals mittlere, 1996 zur Basis gewordene Modell mit zusätzlichen Kunststoffpanelen und -Schürzen an der Karosserie, elektrischen Fensterhebern, Zentralverriegelung, Tempomat und Fünfspeichen-Alufelgen.
- Limited (1993–1998): Er war das Spitzenmodell. Seine Kunststoffschürzen waren in Wagenfarbe lackiert. Er hatte eine Lederausstattung und auf Wunsch ein Schiebedach, beheizbare Spiegel, elektrisch verstellbare und beheizbare Sitze, eine Schlüsselkarte (Keyless Entry), Bordcomputer und Alufelgen in speziellem Design. Ab 1996 bot er noch mehr Luxus, wie einen Memory-Fahrersitz, die Fernbedienung des Radios vom Lenkrad aus und eine progressiv arbeitende Servolenkung.

#### Sondermodelle

##### Limited 5.9 (1998)

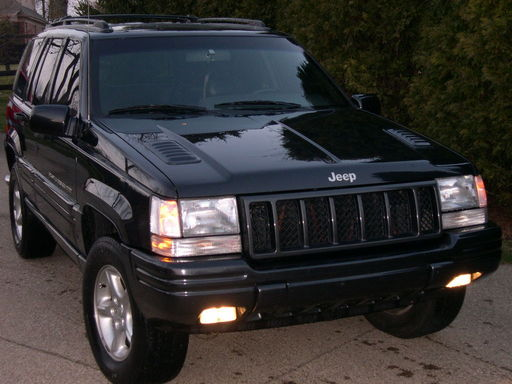
Grand Cherokee 5,9 l (1998) (mit Luftaustrittsöffnungen auf der Motorhaube und Streckgittereinsatz im Kühlergrill)

Der Limited 5.9L wurde in limitierter Stückzahl und nur im Modelljahr 1998 gefertigt.
Angetrieben mit dem 5.9L Magnum V8, welcher auch aus dem Dodge Durango R/T und später aus dem Dodge Dakota R/T bekannt war, leistete dieses Modell 183 kW (245 PS). Er beschleunigte in 7,3 s von 0 auf 100 km/h, was ihn zum schnellsten SUV des Jahres machte. Er wurde weltweit nur 14.286 Mal gebaut. Seine Seltenheit und seine Leistung sorgen dafür, dass er sehr gesucht ist. Die zusätzliche Ausstattung umfasst außerdem:
- funktionstüchtige Luftaustritte auf der Motorhaube
- Kühlergrill mit feinmaschigen Gittereinsätzen
- spezielle Aluminiumräder mit fünf Speichen
- Reifen ohne weiße Aufschrift
- ein höherwertiges Premium-Audio-Stereo-System aus der Infinity-Gold Serie, mit 180 W Leistung und zehn Lautsprechern, davon vier auf einer Lautsprecherkonsole hinten
- Sitzbezüge aus weicherem Kalbsleder
- Türverkleidungen aus Leder
- Automatikhebel, Hebel für die Handbremse und Vorgelegehebel mit Lederknauf
- Holzimitatverkleidung um den Sockel Automatikwählhebels
- eine Reserveradabdeckung aus Leder mit verschiedenen Taschen
- eine Mittelarmlehne hinten
- einen niedrigeren Dachgepäckträger, der die Quietschgeräusche des Trägers beseitigte
- Kunststoffbeplankungen außen in Wagenfarbe
- Schwellenschürzen

und zur zusätzlichen Leistungssteigerung
- ein stärkeres 46RE-Getriebe mit verstärkter Abtriebswelle
- ein Dana-44A-Differential (Aluminiumgehäuse) mit Sperre
- einen elektrischen Ventilator
- Lichtmaschine mit erhöhter Leistung
- Hochleistungs-Auspuffanlage mit dreizölligen Rohren (7,6 cm Durchmesser) und einem großen polierten Endstück aus Edelstahl.

Es gab ihn nur in den Außenfarben Deep Slate (Schwarz Metallic), Forest Green PG 8 und Bright Platinum Metallic (Platinsilber) und in Kanada auch deep amethyst (violett-blaumetallic) und weiß.

##### Grand Wagoneer (1993)

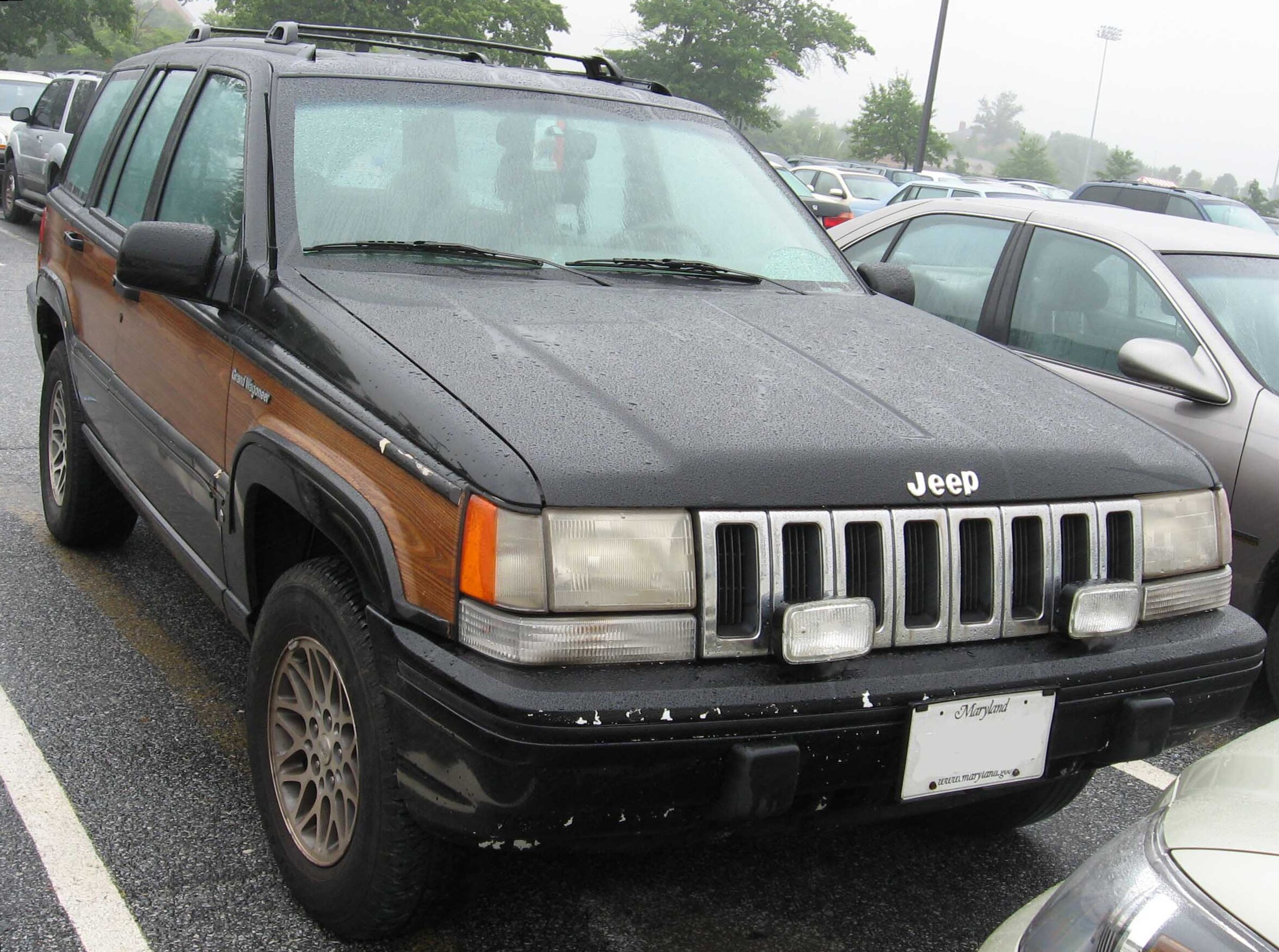
Jeep Grand Wagoneer (1993)

Nur im Modelljahr 1993 gab es eine besonders gut ausgestattete Version mit 5,2-l-V8-Motor, der als letzter Jeep den Namen Grand Wagoneer trug. Er hatte die Ausstattung des Limited und dazu Seitendekors aus Holzimitatfolie und besondere „Grand Wagoneer“-Embleme. Er war der teuerste Wagen der Modellpalette und wurde nur in begrenzter Stückzahl gebaut.

##### Orvis Edition (1995–1997)
Der Orvis – erhältlich 1995–1997 – war ein Ausstattungspaket für den Limited, das in den Außenfarben Moss Green Pearlcoat (= Moosgrünmetallic, Chrysler-Farbcode PJN) oder – seltener – Light Driftwood mit roten und goldenen Seitenzierstreifen (1995) erhältlich war. Grüne Lackakzente auf den Rädern (passend zur grünen Wagenfarbe) und besondere „Orvis“-Embleme waren die einzigen äußerlichen Erkennungsmerkmale, nebst dem Up-Country-Suspension-Paket, das eine Höherlegung des Fahrzeugs um einen Zoll, zwei spezielle Abschlepphaken vorne und hinten, Schutzplatten für Getriebe, Benzintank und die Unterseite sowie stärkere Gasdruckstoßdämpfer und Geländereifen umfasste. Bis auf die Windschutzscheibe und die vorderen Seitenfenster waren die Fensterscheiben dunkel getönt. Die Inneneinrichtung unterschied sich stark vom Ausgangsmodell und umfasste zweifarbig grün-braune Ledersitze mit roten Kedern und „Orvis“-Emblemen. Dieses Ausstattungspaket machte den Wagen – wenn in vollem Umfang geordert – bis 1997 zur teuersten Grand-Cherokee-Version.

##### TSi (1997–1998)
Das sportliche TSi-Modell (1997–1998) hatte in Wagenfarbe gehaltene Kunststoffplanken mit indigoblauen Streifen im unteren Karosseriebereich ähnlich wie beim Eagle Talon. Das TSi-Paket enthielt 16″-Aluminiumräder mit fünf Speichen, Reifen der Dimension 225/70 R 16, Sportfahrwerk und direktere Lenkung, Sitzbezüge aus perforiertem Leder und ein erstklassiges Sound-System. Den 5,2-Liter-V8-Motor gab es gegen Aufpreis. Der TSi lag im Preis zwischen Laredo und Limited.

### Motoren
| Modell      | Hubraum     | Zylinder    | Motor             | Leistung        | max. Drehmoment     | Bemerkungen                      | Bauzeit     |
| Ottomotoren | Ottomotoren | Ottomotoren | Ottomotoren       | Ottomotoren     | Ottomotoren         | Ottomotoren                      | Ottomotoren |
| ----------- | ----------- | ----------- | ----------------- | --------------- | ------------------- | -------------------------------- | ----------- |
| 4.0         | 3956 cm³    | R6          | AMC Power Tech    | 130 kW (177 PS) | 301 Nm bei 2400/min | Laredo, Limited, TSi             | 1996–1998   |
| 4.0         | 3956 cm³    | R6          | AMC 242           | 135 kW (184 PS) | 290 Nm bei 3950/min |                                  | 1993–1995   |
| 5.2         | 5210 cm³    | V8          | Chrysler Magnum   | 155 kW (211 PS) | 400 Nm bei 3000/min | Limited                          | 1995–1996   |
| 5.2         | 5210 cm³    | V8          | Chrysler Magnum   | 156 kW (212 PS) | 388 Nm bei 2950/min | Limited                          | 1996–1998   |
| 5.2         | 5210 cm³    | V8          | Chrysler Magnum   | 158 kW (215 PS) | 375 Nm bei 3050/min |                                  | 1993–1995   |
| 5.2         | 5210 cm³    | V8          | Chrysler Magnum   | 164 kW (223 PS) | 386 Nm bei 3600/min | nur auf dem amerikanischen Markt | 1993–1995   |
| 5.2         | 5210 cm³    | V8          | Chrysler Magnum   | 164 kW (223 PS) | 407 Nm bei 3200/min | nur auf dem amerikanischen Markt | 1995–1998   |
| 5.9         | 5898 cm³    | V8          | Chrysler Magnum   | 183 kW (245 PS) | 468 Nm bei 3050/min | 5.9 Limited                      | 1998        |
| Dieselmotor |             |             |                   |                 |                     |                                  |             |
| 2.5 TD      | 2499 cm³    | R4          | VM Motori 425 OHV | 85 kW (115 PS)  | 278 Nm bei 1800/min | Limited, Laredo                  | 1993–1998   |

### Allrad
4x4-Antrieb gab es anfangs automatisch zuschaltend als Command-Trac. Er fiel mit der SE-Ausstattungslinie nach dem Modelljahr 1996 aus dem Angebot. Das System „Selec-Trac“ bot hingegen die Möglichkeit, entweder zeitweise oder dauernd mit Allradantrieb zu fahren. Beide Systeme gab es schon im Cherokee. Nur beim Grand Cherokee gab es mit „Quadra-Trac“ zudem einen permanenten Allradantrieb. Serienmäßig war er in der Ausstattung Limited und den meisten Sondermodellen und auf Wunsch im Laredo. Bloßen Hinterradantrieb gab es für die Sechszylinder-Ausführungen bis Ende 1993 nur für den Laredo und ab 1994 auch im Limited und ab 1997 zudem für die 5,2-Liter-V8–Versionen.

## WJ (1999–2004)
Der überarbeitete Grand Cherokee WJ oder (aus der Fertigung in Graz für den europäischen Markt) WG ab Modelljahr 1999 hatte nur 127 Teile mit seinem Vorgänger gemeinsam. Der Aufbau wurde von Porsche Engineering versteift, um geringeres Gewicht und bessere Lenkeigenschaften zu erreichen. Das Reserverad wanderte von der Seite des Laderaums unter den Laderaumboden, was die Käufer sehr schätzten.

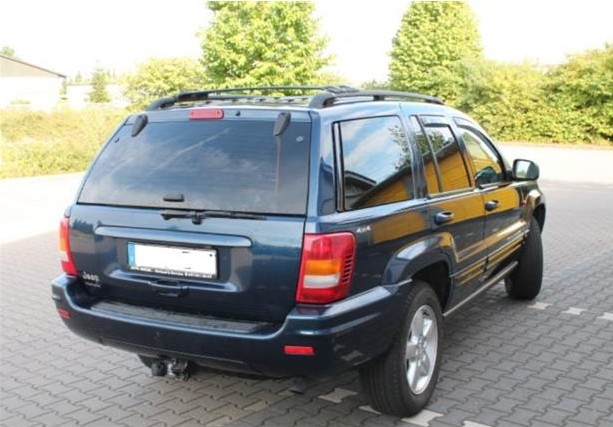
Grand Cherokee WJ Heckansicht

Der WJ war der erste Jeep nach Übernahme der Marke durch Chrysler 1987, der anstatt des sonst bei Jeep üblichen 4,5″-Fünfer-Lochkreises einen breiteren 5″-Fünfer-Lochkreis zur Radmontage aufwies. 5″-Lochkreise (Durchmesser 127 mm) mit fünf Radschrauben, die sich zunächst an hinterradangetriebenen PKW und leichten Lkw und Vans von GM fanden, wurden nun auch bei Ford-Fahrzeugen gängig wie beim Ford LTD (1973–1978) und Lincoln-Modellen. Chrysler nutzte diesen Lochkreis erstmals bei der Marke Dodge im Modelljahr 1986 beim Dodge Ram als großem Halbtonner-Pickup und beim SUV Dodge Ramcharger.

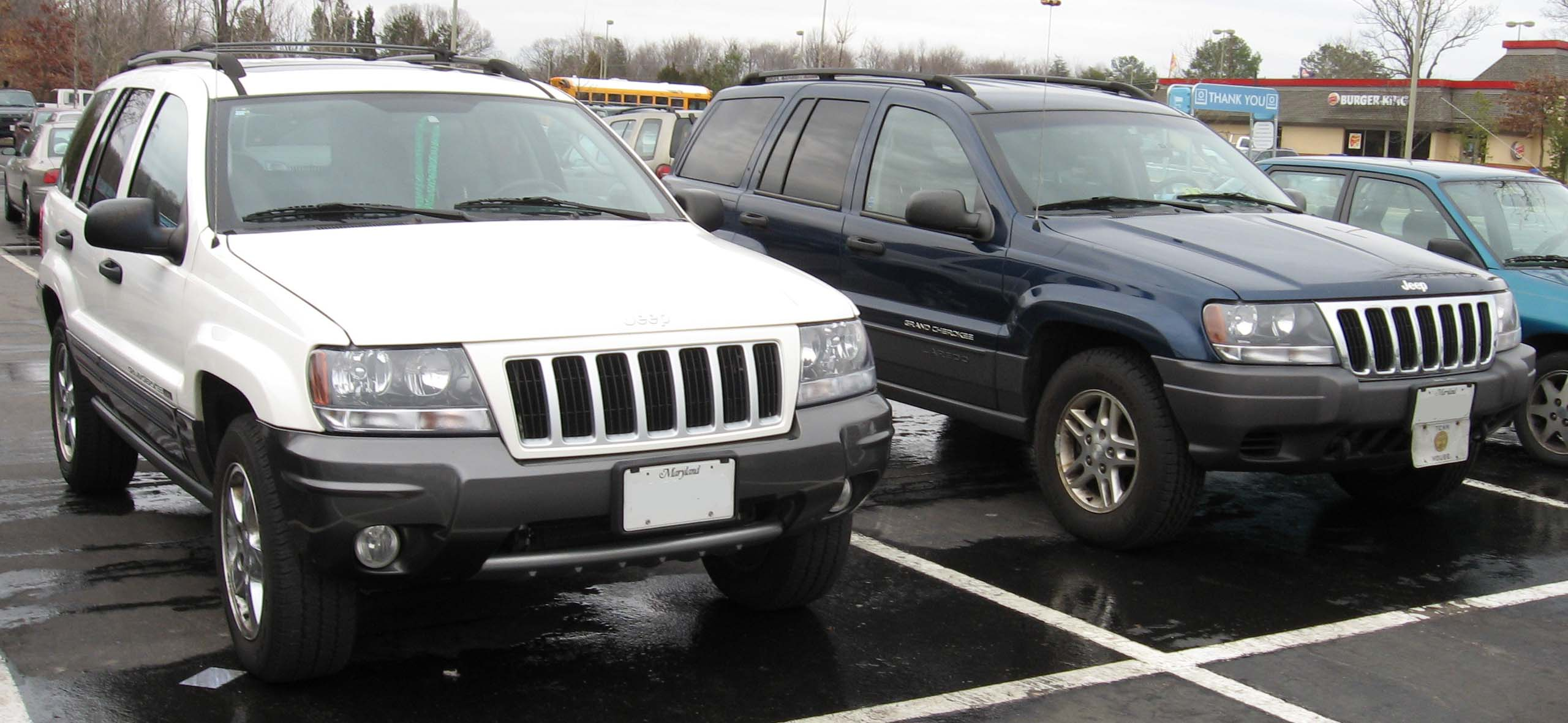
Grand Cherokee WJ vor dem Facelift rechts und ab MJ 2004 links

Ein Jahr vor Ablösung erhielt diese Modellreihe eine leichte Modellpflege u. a. mit geändertem Design des Kühlergrills und der Nebelscheinwerfer (rund statt eckig).

### Ausstattungsvarianten

#### Serie
Über dem Laredo mit Sportsitzen gab es zunächst nur den luxuriöseren Limited.
Ab 2002 wurde der nach dem früheren Jeep-Eigner Willys-Overland benannte Overland Spitzenmodell. Zu üppigerem Interieur mit „Overland“-Emblemen kamen ab Mitte 2003 eine zweifarbig-schwarze Innenausstattung und ein Navigationssystem hinzu. Zur Ausstattung gehörten Front- und Seiten-Airbags, ein Infinity-Soundsystem mit Wechsler für zehn CDs, beheizte und elektrisch verstellbare Vordersitze, ein elektrisch betätigtes Schiebedach, ein Lenkrad in Leder-Holz-Finish und 17″-Aluminiumräder. Serienmäßig mit der 4,7-Liter-Hochleistungsmaschine ausgestattet war er auch mit Common-Rail-Dieselmotor lieferbar.

#### Sondermodelle
- 2002–2003: Sport, über dem Laredo positioniert mit spezieller zweifarbig-schwarzer Innenausstattung,
- 2002–2004: Special Edition zunächst wie ein Limited mit durchgehend glatten Kunststoffplanken und mit 4,7 l-V8-Motor, später zudem mit reicherer Innenausstattung wie einem im Laderaum installierten CD-Wechsler,
- 2003–2004: Columbia Edition mit der üblichen Ausstattung der anderen Sondermodelle und darüber hinaus einer zweifarbigen Innenausstattung mit Columbia-Sportswear-Emblemen und gegen Aufpreis einem Navigationssystem,
- 2004–2005: Vision Series, auf 333 Stück limitiert, wie Overland, zusätzlich mit Aluminiumzierleisten außen und innen, Navigationssystem, Parkassistent und einer Plakette im Innenraum mit eingravierter Produktionsnummer,
- 2004–2005: Final Edition, wie Overland mit Zierleisten außen in Wagenfarbe und innen aus Holz und zudem einer Standheizung von Webasto.

### Motoren
Die beiden schweren V8-Motoren des Vorgängermodells mit hängenden Ventilen (ohv) ersetzte ein moderner V8-Motor mit Aluminiummotorblock und obenliegenden Nockenwellen (ohc), genannt Power-Tech. Er war leichter, verbrauchte deutlich weniger Benzin bei gleicher Leistung und höherem Drehmoment. Das hier eingesetzte Chrysler-Automatikgetriebe 45RFE war bemerkenswert: Es hat drei anstatt der sonst bei 4-Stufen-Automatikgetrieben üblichen zwei Planetensätze. Dies ermöglichte theoretisch sechs Stufen, womit das Getriebe die erste in Serie produzierte 6-Stufen-Automatik gewesen wäre; es war aber so programmiert, dass nur fünf Stufen nutzbar waren. Vier Stufen dienten der normalen Fahrt, eine zusätzliche zweite Stufe trat beim Herunterschalten in Aktion. Obwohl fünf der sechs möglichen Übersetzungen benutzt wurden, entschied sich Chrysler, das Getriebe als „4-Stufen-Automatik“ zu bezeichnen. Erst später wurde per Software-Update auch die längste Übersetzung aktiviert. Fortan lautete die Bezeichnung 545RFE.
Der allein in Europa ab 1999 verfügbare 3,1-Liter-Turbodiesel wurde zusammen mit Detroit Diesel und VM Motori entwickelt. Er hat eine elektronische Einspritzpumpe, eine elektronisch gesteuerte, vakuumbetriebene Abgasrückführung und einen speziellen Katalysator zur Stickoxid-Reduzierung. In Cento in Italien wurden jährlich 13.000 Stück gefertigt. Sein Abgasverhalten entsprach der Norm EURO I. Ausgerüstet wurde er mit einem elektronisch gesteuerten Vierstufen-Automatikgetriebe. Ab 2002 wurde er durch eine Variante des aus dem Mercedes 270 CDI bekannten 2,7-Liter-Fünfzylindermotors ersetzt. Der hier 120 kW (163 PS) starke Common-Rail-Dieselmotor gibt maximal 400 Nm ab und ermöglicht mit 10 l/100 km einen weit niedrigeren Verbrauch als der Vorgänger. Die Kraft überträgt hier ein Fünfstufen-Automatikgetriebe von Mercedes-Benz.
| Modell        | Hubraum     | Zylinder    | Motor                             | Leistung        | Drehmoment          | Bemerkungen                   | Bauzeit     |
| Ottomotoren   | Ottomotoren | Ottomotoren | Ottomotoren                       | Ottomotoren     | Ottomotoren         | Ottomotoren                   | Ottomotoren |
| ------------- | ----------- | ----------- | --------------------------------- | --------------- | ------------------- | ----------------------------- | ----------- |
| 4.0           | 3956 cm³    | R6          | AMC-Power Tech                    | 140 kW (190 PS) | 295 Nm bei 3050/min | nur für Europa                | 1998–2004   |
| 4.0           | 3956 cm³    | R6          | AMC-Power Tech                    | 145 kW (197 PS) | 312 Nm bei 3000/min | nur für Amerika               | 1998–2004   |
| 4.7           | 4701 cm³    | V8          | Chrysler-PowerTech                | 162 kW (220 PS) | 390 Nm bei 3200/min | nur für Europa                | 1999–2001   |
| 4.7           | 4701 cm³    | V8          | Chrysler-PowerTech                | 164 kW (223 PS) | 394 Nm bei 3300/min | nur für Europa                | 2001–2003   |
| 4.7           | 4701 cm³    | V8          | Chrysler-PowerTech                | 167 kW (227 PS) | 394 Nm bei 3200/min | nur für Europa                | 2003–2004   |
| 4.7           | 4701 cm³    | V8          | Chrysler-PowerTech                | 175 kW (238 PS) | 400 Nm bei 3200/min | nur für Amerika               | 1999–2004   |
| 4.7           | 4701 cm³    | V8          | High-Output-Chrysler-V8 PowerTech | 190 kW (258 PS) | 425 Nm bei 3500/min | nur für Europa                | 2002–2004   |
| 4.7           | 4701 cm³    | V8          | High-Output-Chrysler-V8 PowerTech | 198 kW (269 PS) | 441 Nm bei 3600/min | nur für Amerika               | 2002–2004   |
| Dieselmotoren |             |             |                                   |                 |                     |                               |             |
| 2.7 CRD       | 2685 cm³    | R5          | Mercedes-Benz OM612.963           | 120 kW (163 PS) | 400 Nm bei 1800/min | nur für Europa und Australien | 2002–2004   |
| 3.1 TD        | 3124 cm³    | R5          | VM Motori 531                     | 103 kW (140 PS) | 384 Nm bei 1800/min | nur für Europa                | 1999–2001   |

### Allradantrieb
Bemerkenswertes Detail war der auf Wunsch erhältliche, sich automatisch zuschaltende Vierradantrieb „Quadra-Drive“. Er hatte drei Flüssigkeitskupplungen. Damals war er einer der wenigen Allradantriebssysteme, die über drei Sperrdifferentiale verfügten, und das einzige vollautomatische. Ansonsten boten neben dem Unimog von Mercedes-Benz nur die ebenso wie der WG in Graz bei Magna Steyr gefertigten Geländewagen Mercedes-Benz-G-Modell und Steyr Pinzgauer zu 100 % sperrbare Differentiale an Achsen und Kardanwelle.

### Weiterproduktion in China seit 2006
Die Beijing Jeep Corporation, die seit 1984 schon den alten Cherokee XJ herstellte, erwarb 2004 nach Einführung des WK die Produktionsanlagen des WJ. Nach der Wiedererrichtung der Anlagen wurde 2006 der WJ für den chinesischen Markt als Jeep 4000 und Jeep 4700 (mit 4,0-l–R6–Motor und 4,7-l–V8–Motor einschl. Hochleistung-Sondermodelle) vorgestellt. Es wurde das Spitzenmodell von Beijing und glich in Aussehen und Ausstattung dem Limited von 2004 einschließlich Fahrwerk, Allradantriebssystemen, Kunststoffplanken in Wagenfarbe, Aluminiumrädern, Soundsystemen und Klimaautomatik. Damit war man anders verfahren als beim Cherokee XJ, den Beijing Jeep für den chinesischen Markt wesentlich verändert hatte.

## WH (2005–2010)

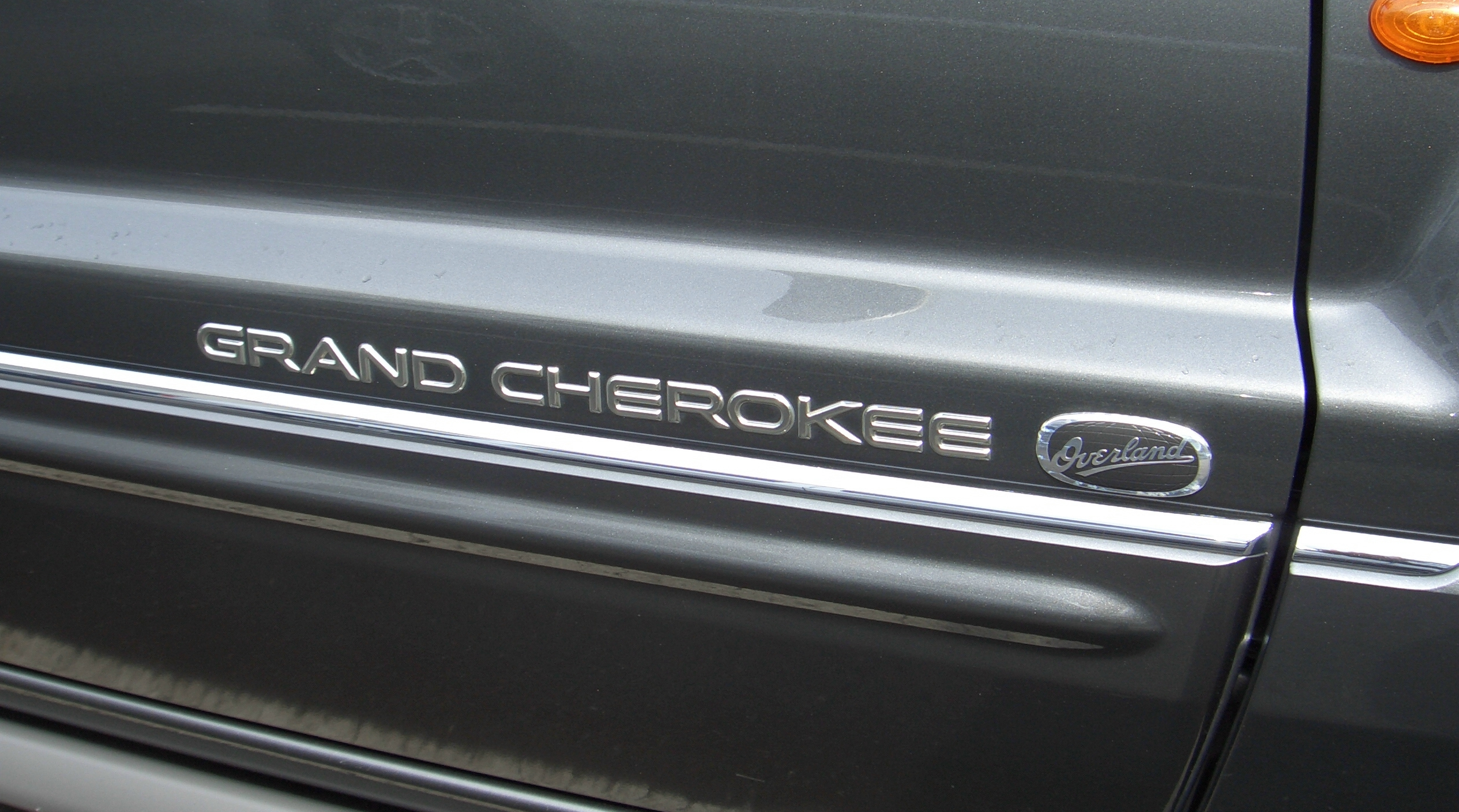
OVERLAND-Schriftzug an der Vordertür

Der Grand Cherokee WH wurde 2004 als Modell 2005 eingeführt. Jeep-Neuheiten, die zum ersten Mal im Programm standen, waren das Allradantriebssystem Quadra-Drive II, ein DVD-Spieler für den Fond und auf Wunsch ein 5,7-l–Hemi–V8–Motor.
Die Konstruktion betont weiterhin Leistung und Luxus, man hatte aber kräftig an der Reduktion von Lärm und Vibrationen gearbeitet. Zum ersten Mal jedoch legte Jeep eben soviel Wert auf gute Straßeneigenschaften wie auf die markentypische ausgezeichnete Geländetauglichkeit.
Diese neue Konzentration auf die Fahreigenschaften auf asphaltierten Straßen veranlasste Jeep, die Starrachse vorne mit Längslenkern (wie im ZJ und WJ) durch eine Einzelradaufhängung mit doppelten Querlenkern wie im 2002 vorgestellten Jeep Liberty zu ersetzen. Chrysler reagierte damit auf die verstärkte Nachfrage nach besser auf Asphaltstraßen fahrbaren SUVs mit geringerer Geländetauglichkeit. Obwohl die neue Konstruktion auf Waschbrettpisten als weicher wahrgenommen wird, wurde die Vorderradaufhängung von der Klientel, die den Jeep im Gelände nutzt, wegen der geringeren möglichen Achsverschränkung insbesondere bei langsamen Fahrmanövern auf unebenem Terrain kritisiert.

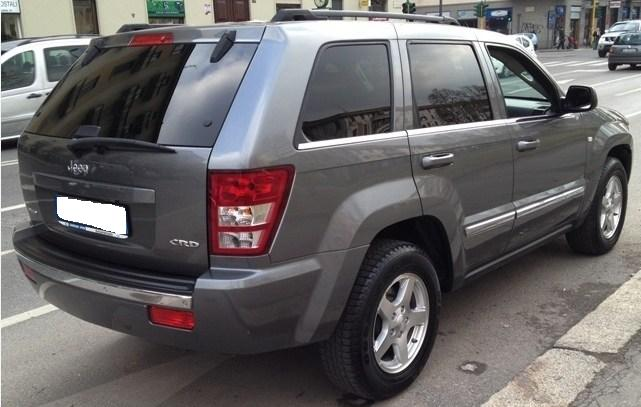
Jeep Grand Cherokee (2008)

Zur Markteinführung standen in Deutschland drei Motoren und zwei Ausstattungsvarianten zur Verfügung. Der Mercedes-Benz-Diesel war genau wie der kleine V8-Motor sowohl im Laredo als auch im Limited zu haben, der 5,7-Liter-Hemi nur in der gehobenen Limited-Variante. Als Sonderausstattung standen unter anderem ein DVD-Navigationssystem mit integriertem CD-Wechsler zur Wahl, außerdem war im Limited ein sogenanntes Exclusive-Paket lieferbar, das Leder- und Chromapplikationen im Innenraum beinhaltet.
Das Topmodell SRT8 mit dem großen 6,1-Liter-V8 stand ab 2006 in den Preislisten. Eine Vollausstattung inklusive Navigationssystem und Leder-Sportsitzen ist bei ihm serienmäßig.

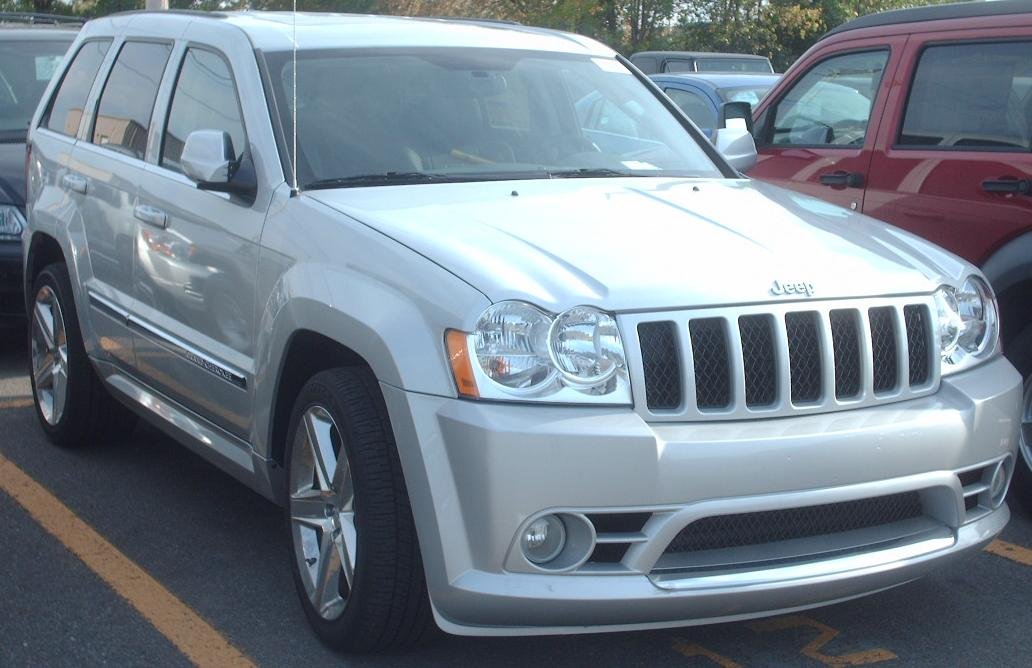
Jeep Grand Cherokee SRT8 (2008)

Der Jeep Grand Cherokee Modelljahr 2007 wurde in Europa auf dem Euro Camp Jeep im Département Ardèche, Frankreich, vorgestellt. In diesem Jahr kam die Luxusausstattung Overland für den Diesel und den Hemi dazu. Das Limited-Exclusive-Paket und ein Navigationssystem waren hier serienmäßig an Bord, ebenso wie die Metallic-Lackierung und ein Schiebedach.
Auch 2008 erhielt der Jeep Grand Cherokee eine kleine Modellpflege. Neu waren unter anderem die im Overland serienmäßigen Xenon-Scheinwerfer und eine überarbeitete Innenausstattung mit einem neuen Touchscreen-Navigationssystem. In Europa wurden außerdem im Modelljahr 2008 nur noch der SRT8 und der Mercedes-Benz-Diesel angeboten.
Mit dem Modelljahr 2009 rückte auch der überarbeitete 5,7-Liter-Hemi wieder in das Europa-Programm. Er leistete nun 259 kW (352 PS) und war nur in der hochwertigen Overland-Ausstattung verfügbar. Ansonsten blieb das Modellprogramm mit dem SRT8 und dem Diesel bis auf die größeren Außenspiegel und dem überarbeiteten Navigationssystem unverändert.

### Ausstattungslinien und Sondermodelle
Ähnlich dem Vorgänger bildet der seit 2005 angebotene Laredo die Basisvariante mit Stoffsitzen. Darauf folgen der mit Leder und Sitzheizung bestückte Limited und der seit 2007 angebotene vollausgestattete Overland. Der ebenfalls seit 2006 angebotenen SRT8 hat eine andere, bessere Lederausstattung und ein serienmäßiges Navigationssystem.
Zum Modelljahr 2007 bot Jeep das Sondermodell S-Limited mit geänderter Frontschürze, 18-Zoll-Leichtmetallrädern, lederbezogenem Lenkrad und Aluminiumblenden im Innenraum an. Auch ein Navigationssystem ist serienmäßig und der Frontgrill komplett schwarz lackiert.

### Motoren
Nicht alle verbauten Motoren wurden überall angeboten: Der 3,7-Liter mit 157 kW und der 4,7-Liter mit 175/227 kW wurden nur in den USA und der Schweiz vertrieben. In Deutschland waren zur Einführung nur der Diesel, der 4,7-Liter und der Hemi-V8 verfügbar. Später kam der SRT8 hinzu, zeitweilig der einzige in Deutschland verfügbare Benzinmotor. Nachdem die kleineren Achtzylinder hier zum Modelljahr 2008 mangels Nachfrage aus dem Programm gestrichen waren, wurde mit dem Modelljahr 2009 der leistungsgesteigerte 5,7-Hemi-V8 auch wieder in Deutschland eingeführt.
| Modell      | Hubraum     | Motor                   | Leistung        | Drehmoment                       | Ausstattungsvarianten     | Bauzeit     |
| Ottomotoren | Ottomotoren | Ottomotoren             | Ottomotoren     | Ottomotoren                      | Ottomotoren               | Ottomotoren |
| ----------- | ----------- | ----------------------- | --------------- | -------------------------------- | ------------------------- | ----------- |
| 3.7         | 3701 cm³    | Chrysler-V6 PowerTech   | 148 kW (201 PS) | 307 (315) Nm bei 3700 (3900)/min | Laredo                    | 2008–2010   |
| 3.7         | 3701 cm³    | Chrysler-V6 PowerTech   | 157 kW (214 PS) | 319 Nm bei 4000/min              | Laredo                    | 2005–2010   |
| 4.7         | 4701 cm³    | Chrysler-V8 PowerTech   | 170 kW (231 PS) | 410 Nm bei 3600/min              | Laredo, Limited           | 2005–2010   |
| 4.7         | 4701 cm³    | Chrysler-V8 PowerTech   | 175 kW (238 PS) | 414 Nm bei 3600/min              | Laredo, Limited           | 2005–2007   |
| 4.7         | 4701 cm³    | Chrysler-V8 PowerTech   | 227 kW (309 PS) | 453 Nm bei 3950/min              | Laredo, Limited           | 2008–2010   |
| 5.7         | 5645 cm³    | Chrysler-V8 HEMI        | 240 kW (326 PS) | 500 Nm bei 4000/min              | Limited, Overland         | 2005–2008   |
| 5.7         | 5645 cm³    | Chrysler-V8 HEMI        | 259 kW (352 PS) | 520 Nm bei 4200/min              | Overland                  | 2009–2010   |
| 6.1 SRT8    | 6063 cm³    | Chrysler-V8 HEMI        | 313 kW (426 PS) | 569 Nm bei 4600/min              | SRT-8                     | 2006–2010   |
| Dieselmotor |             |                         |                 |                                  |                           |             |
| 3.0 CRD     | 2987 cm³    | Mercedes-Benz-V6 OM 642 | 160 kW (218 PS) | 510 Nm bei 1600–2800/min         | Laredo, Limited, Overland | 2005–2010   |

#### Bemerkungen
Die 4,7-Liter-Hochleistungsmaschine, die zuerst im Grand Cherokee Overland WJ erschien, entfiel und wurde nun ausschließlich im Dodge Dakota verwendet. Der Standard-4,7-Liter wurde in Amerika als FlexFuel-Triebwerk angeboten, kann also mit Ethanol betrieben werden. Die Werksangaben zur Leistung können auf den verschiedenen Märkten geringfügig abweichen.

#### SRT-8

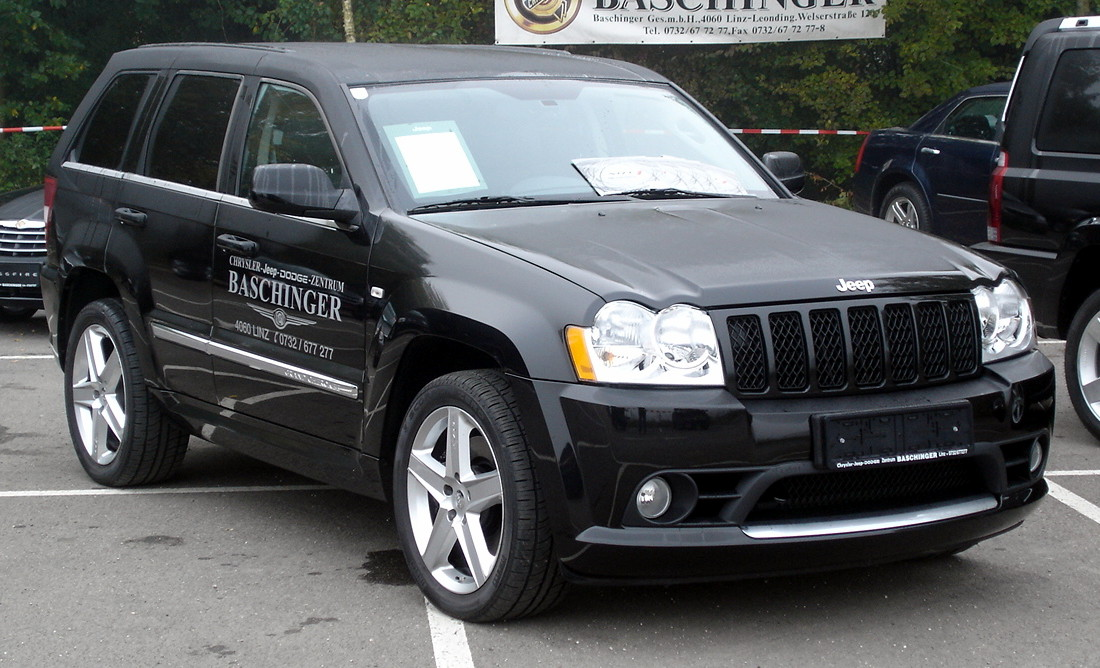
Jeep Grand Cherokee SRT8

Eine SRT-8-Version des Grand Cherokee wurde auf der New York International Auto Show 2005 vorgestellt. Der SRT-8 wird von einer 313-kW-Version (420 bhp/426 PS) des 6,1-Liter-Chrysler-V8-Hemi angetrieben und hat stärkere Brembo-Bremsen, große Auspuffrohre mit verchromten Enden in der Mitte des Hecks, verstärkte Gasdruckstoßdämpfer, geänderte Radaufhängungen, ein spezielles Vorgelegegetriebe, ein elektronisches Allradantriebssystem und auch sonst eine bessere Ausstattung.

#### Diesel
Seit der Einführung bot Jeep einen V6-Common-Rail-Diesel von Mercedes-Benz an. Er basiert auf dem in vielen Mercedes-Modellen eingesetzten OM 642 und leistet als 3.0 CRD 160 kW (218 PS) und 510 Nm. Der Dieselpartikelfilter ist serienmäßig. Die Kraft überträgt eine Mercedes-Fünfstufenautomatik.

### Allradantrieb
Drei Allradsysteme wurden angeboten: Standard war in der Laredo- und seit 2008 in der Limited-Ausstattungsvariante das Quadra-Trac II-Allradsystem, ein vollautomatisch geregelter Vierradantrieb mit Geländeuntersetzung. Anfangs in allen Ausstattungen (außer dem Benziner im Laredo) angeboten und seit 2008 der Overland-Linie vorbehalten war der Quadra-Drive-II-Antrieb, der zusätzlich drei hydraulische Differenzialsperren mit elektronischer Steuerung hat. Nur im SRT-8 war der Quadra-Trac Active on Demand-Allradantrieb angeboten, ein bedarfsgesteuerter Allradantrieb ohne Geländeuntersetzung.

## WK2 (2010–2021)
| Sonstige Messwerte            |
| Sterne im Euro-NCAP-Crashtest |

Seit dem Frühsommer 2010 wurde das neue Modell des Grand Cherokee in den USA vertrieben. Highlights waren ein neuer 3,6-l-Pentastar-V6-Motor mit etwa 11 % weniger Benzinverbrauch gegenüber dem Vorgängermodell bei mehr Leistung und Drehmoment, ein überarbeiteter Innenraum mit hochwertigen Materialien, das Selec-Terrain-System, das dem Fahrer ermöglicht, die Fahrleistungen an die Umgebung anzupassen, und eine neue Quadra-Lift-Luftfederung, die das Fahrzeug auf bis zu 292 mm Bodenfreiheit anheben kann. Der Wagen ist aerodynamischer als seine Vorgänger, um den Energieverbrauch zu senken. Neu kam die Ausstattungsversionen „Overland Summit“, ab der Modellpflege 2013 nur „Summit“ genannt. Sie ist luxuriöser, büßte ab 2013 durch tiefer hängende Stoßstangen aber Geländegängigkeit ein.
Seit Dezember 2010 wurde der Grand Cherokee mit dem 3,6-l-Pentastar-V6-Motor mit 210 kW (286 PS) sowie dem 5,7-l-V8-Hemi-Motor mit 259 kW (352 PS) in Deutschland verkauft. Im Frühjahr 2011 folgte ein 3,0-l-V6-Diesel (CRD) von VM Motori mit 140 kW (190 PS) bzw. 177 kW (241 PS), der in den USA nicht angeboten wurde. Im Herbst 2011 folgte der Grand Cherokee SRT8 mit einem 6,4-Liter-Hemi-V8-Motor mit 344 kW (468 PS).

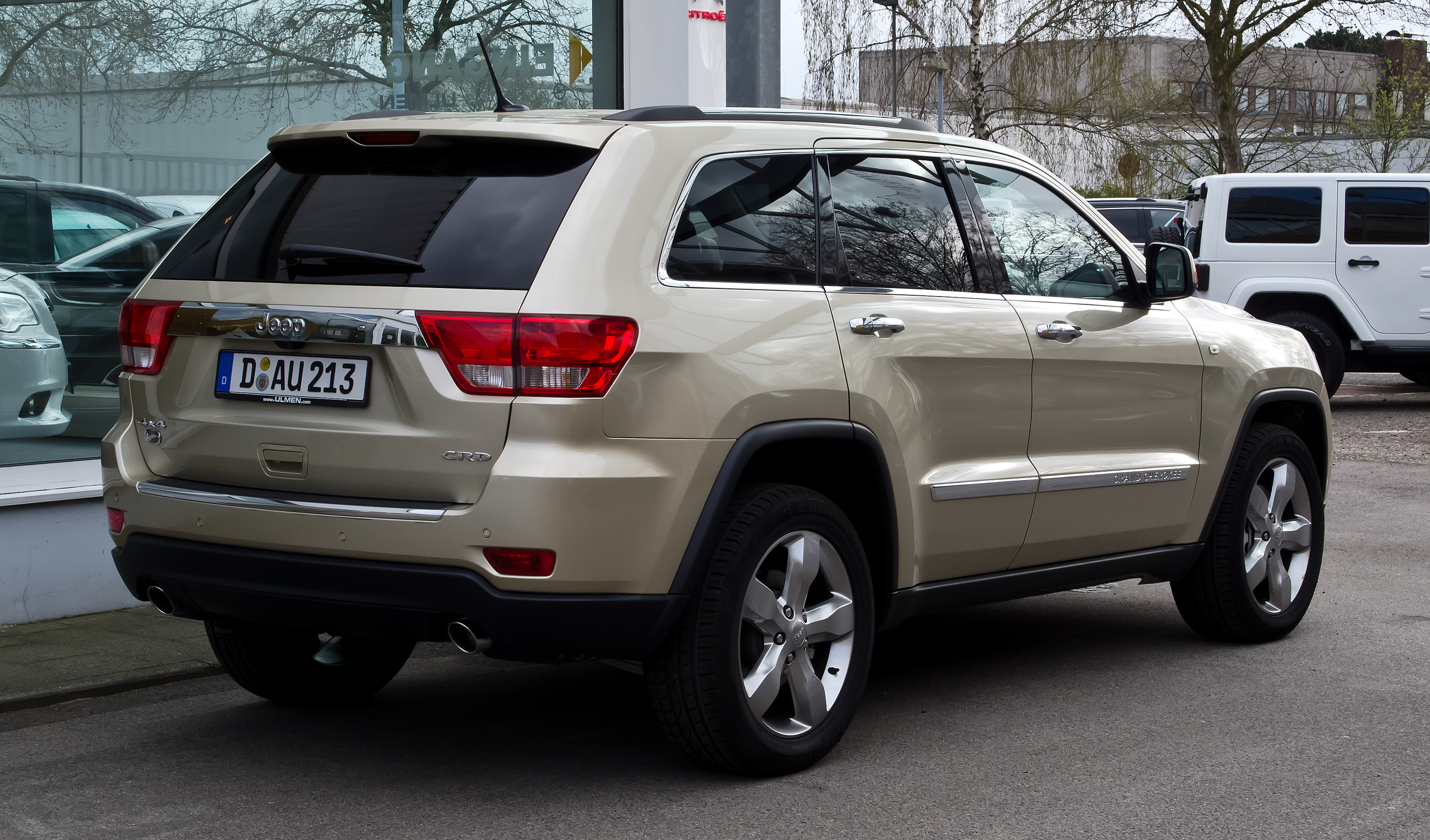
Heckansicht
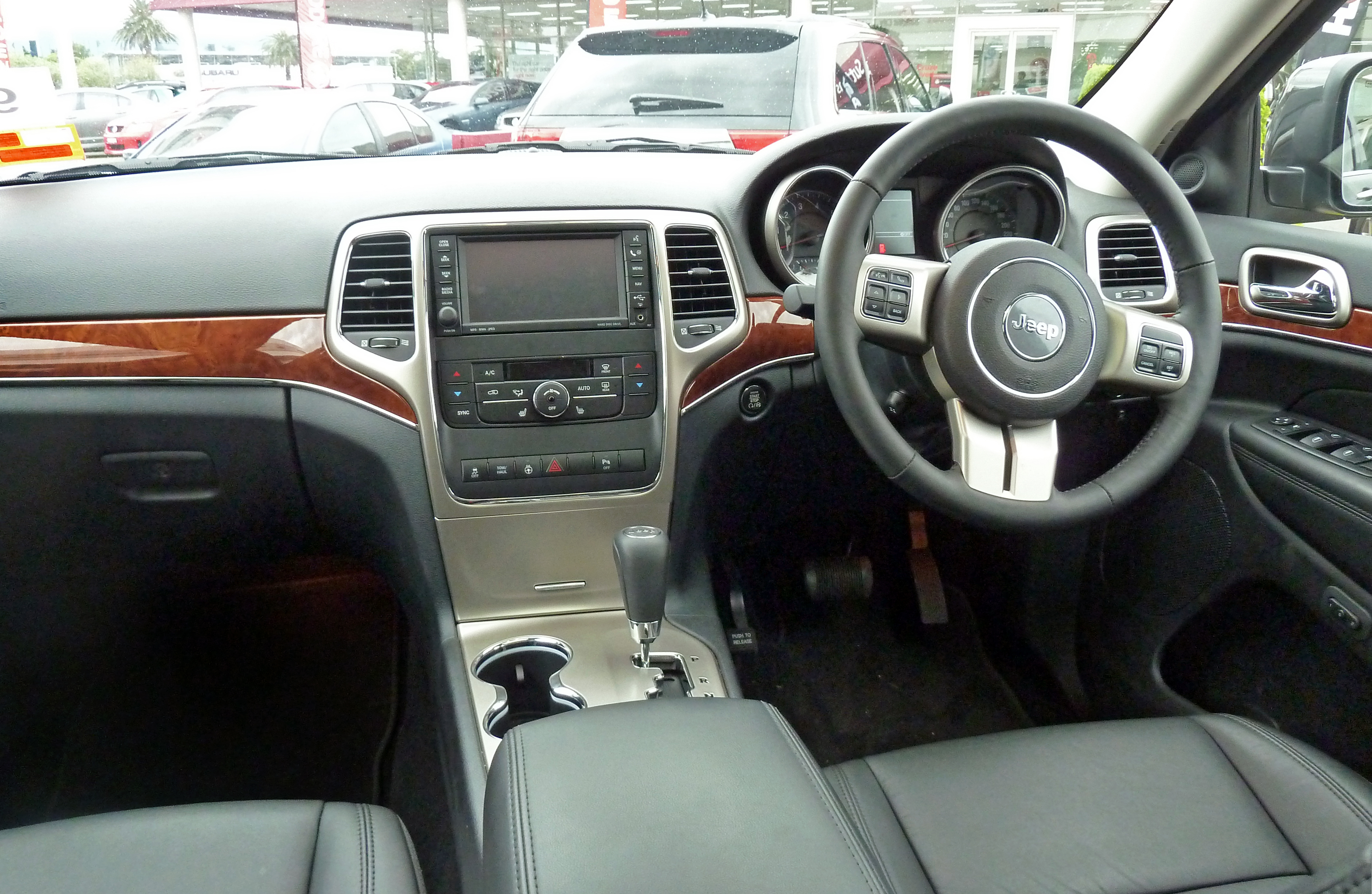
Interieur (Rechtslenker)
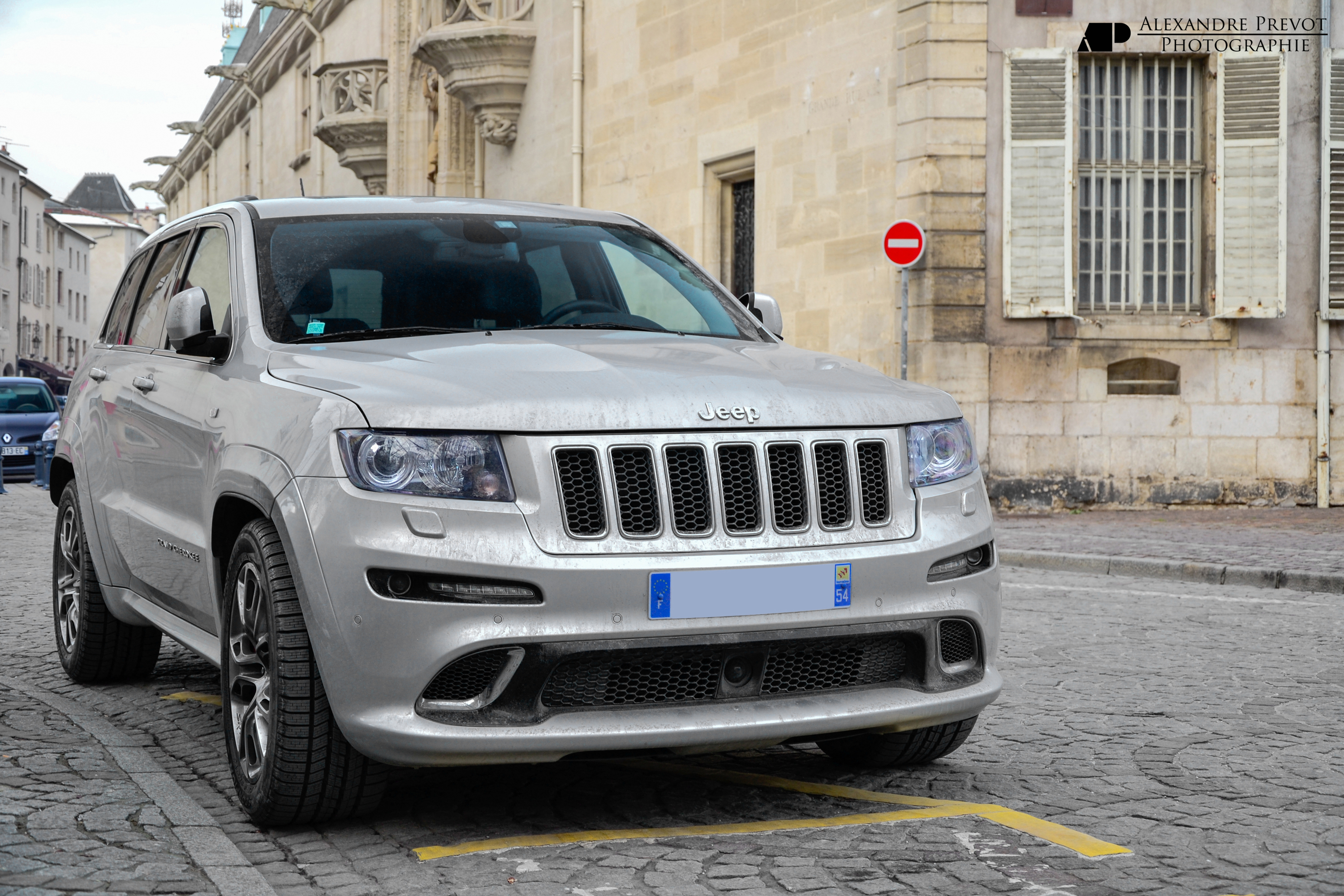
SRT8

### Ausstattung
Der Jeep Grand Cherokee hat ein komfortables Interieur zum Beispiel mit beheizbaren, vorne belüfteten Sitzen, einem Dachhimmel in Wildlederoptik und schwarzen oder braunen offenporigen Holzverkleidungen bei der Version „Summit“. Serienmäßig waren die Natura-Plus-Ledersitze mit aufwendigen Nähten und ein Multifunktionslenkrad mit Leder- und Holzfinish (bei bestimmten Versionen) sowie eine lederbezogene Instrumententafel. Verfügbar war ein in höheren Ausstattungsvarianten serienmäßiges CommandView-Panorama-Glasdach.
Das konfigurierbare 7″-Info-Display im Kombiinstrument mit TFT-Technologie kann individuell eingestellt werden. Ein Fahrzeuginformationssystem kann die Fahrgeschwindigkeit, Navigationshinweise und Details über die Fahrzeugsysteme anzeigen. Zur Ausstattung gehört ein 8,4″-Infotainmentsystem mit dreidimensional dargestellter Navigation. Das uconnect-System bietet neben dem 8,4″-Touchscreen zur Steuerung von Einstellungen Drehregler zum schnellen Zugriff auf alle Funktionen auch von Klimaautomatik und Radio. Die sprachgesteuerte Telefon-Freisprechanlage mit SMS-Vorlesefunktion ermöglicht über Bluetooth die kabellose Integration anderer Geräte, beispielsweise zum Audio-Streaming. Das System hat einen USB-Anschluss, kann SD-Karten lesen und ist ein DAB-Plus-Radio mit Doppeltuner. Ebenso sind über Touchscreen Sitzheizung und -belüftung und Lenkradheizung steuerbar. Ein Audiosystem der Marke Harman-Kardon war serienmäßig in den Versionen Summit und SRT. Das 7.3-Surround-Sound-System verfügt über 19 GreenEdge-Lautsprecher mit Subwoofer und einen 825-Watt-Verstärker. Das Surroundsystem der Marke Alpine war bei den Versionen Limited und Overland Serienausstattung und hat einen 12-Kanal-Hochleistungsverstärker mit 506 Watt, Subwoofer und neun Lautsprechern. Das optionale Blu-Ray-/DVD-Entertainmentsystem unterhält mit zwei hochauflösenden 9″-VGA-Displays in den Rückenlehnen die Passagiere im Fond; es spielt DVDs und Blu-rays ab, umfasst zwei drahtlose Kopfhörer und die Bildschirme haben unabhängige HDMI- und Audio-/Video-Eingänge zum Anschluss anderer Geräte (z. B. Blu-ray-Player, Spielekonsolen).

### Geländegängigkeit/Fahrwerk
Für optimale Traktion unter verschiedenen Wetter- und Straßenbedingungen sollen die Allradsysteme Quadra-Trac II und Quadra-Drive II sorgen. Selec-Terrain-System und Quadra-Lift-Luftfederung sollen die Fahrwerkseigenschaften verbessern. Mit dem Selec-Terrain-System kann der Wagen auf unterschiedlichen Untergrund wie Matsch, Sand oder steiniges Gelände eingestellt werden; es koordiniert bis zu zwölf verschiedene Systeme wie Stabilitäts- und Traktionskontrolle, Drehmomentverteilung, Schaltpunkte und Gasannahme.
Der Grand Cherokee verfügt über eine Geländeuntersetzung, ein sperrendes Mitteldifferential sowie ein sperrendes Hinterachsdifferential. Die Wattiefe beträgt 500 mm.
Die Quadra-Lift-Luftfederung ermöglicht es, den Jeep per Knopfdruck auf eine Bodenfreiheit von 270 mm anzuheben – zum Beispiel für Fahrten über Felsen oder durch Schneeverwehungen. Zum bequemeren Ein- und Aussteigen und Laden lässt sich der Wagen damit um bis zu 40 mm absenken. Bei höheren Geschwindigkeiten senkt der Aero-Modus die Karosserie ab, um Luftwiderstand und Kraftstoffverbrauch zu verringern.

### Modellpflege 2013
Zum Modelljahr 2014 wurde der Grand Cherokee leicht überarbeitet und erhielt unter anderem neu gestaltete Scheinwerfer und Rückleuchten sowie geänderte Stoßfänger. Darüber hinaus ist der Grand Cherokee ab dem Modelljahr 2014 auch in den USA mit dem 3,0-l-V6-Dieselmotor und einer Leistung von 184 kW erhältlich. Der Motor wird, wie die Ottomotoren auch, mit einem Achtstufenautomatikgetriebe von ZF kombiniert. Dabei erhielt der 3.6-V6-Pentastar-Ottomotor ein schwächeres Getriebe und somit auch weniger Anhängelast, ähnlich wie die Ausstattungslinie Summit, dort minderte man die Anhängelast aus zulassungstechnischen Gründen. Der Summit und der SRT werden als PKW zugelassen, während die anderen Versionen als Geländewagen zugelassen werden. In Deutschland begann der Verkauf des geänderten Modells am 6. Juli 2013.

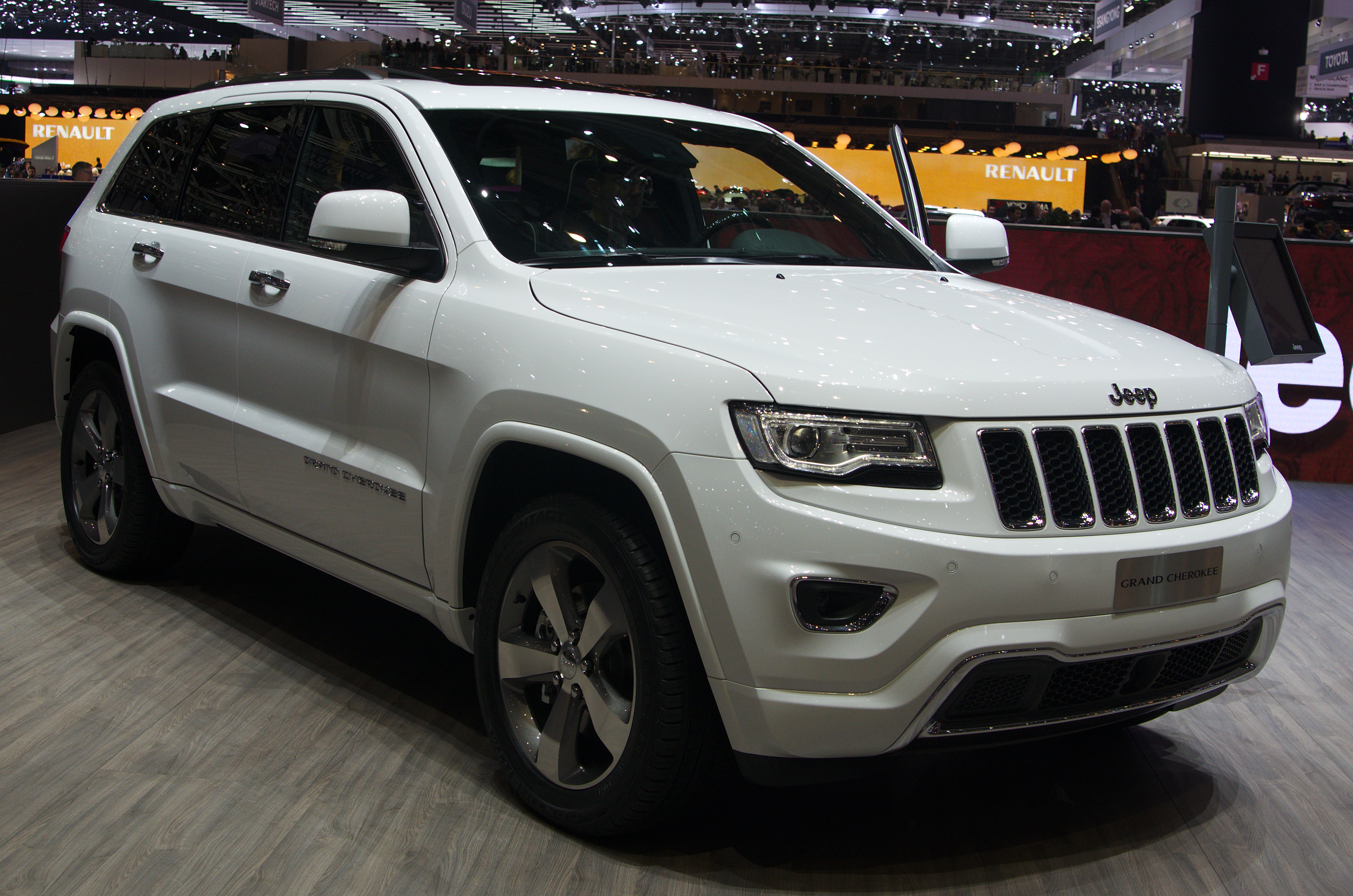
Jeep Grand Cherokee WK2 (2013–2017)
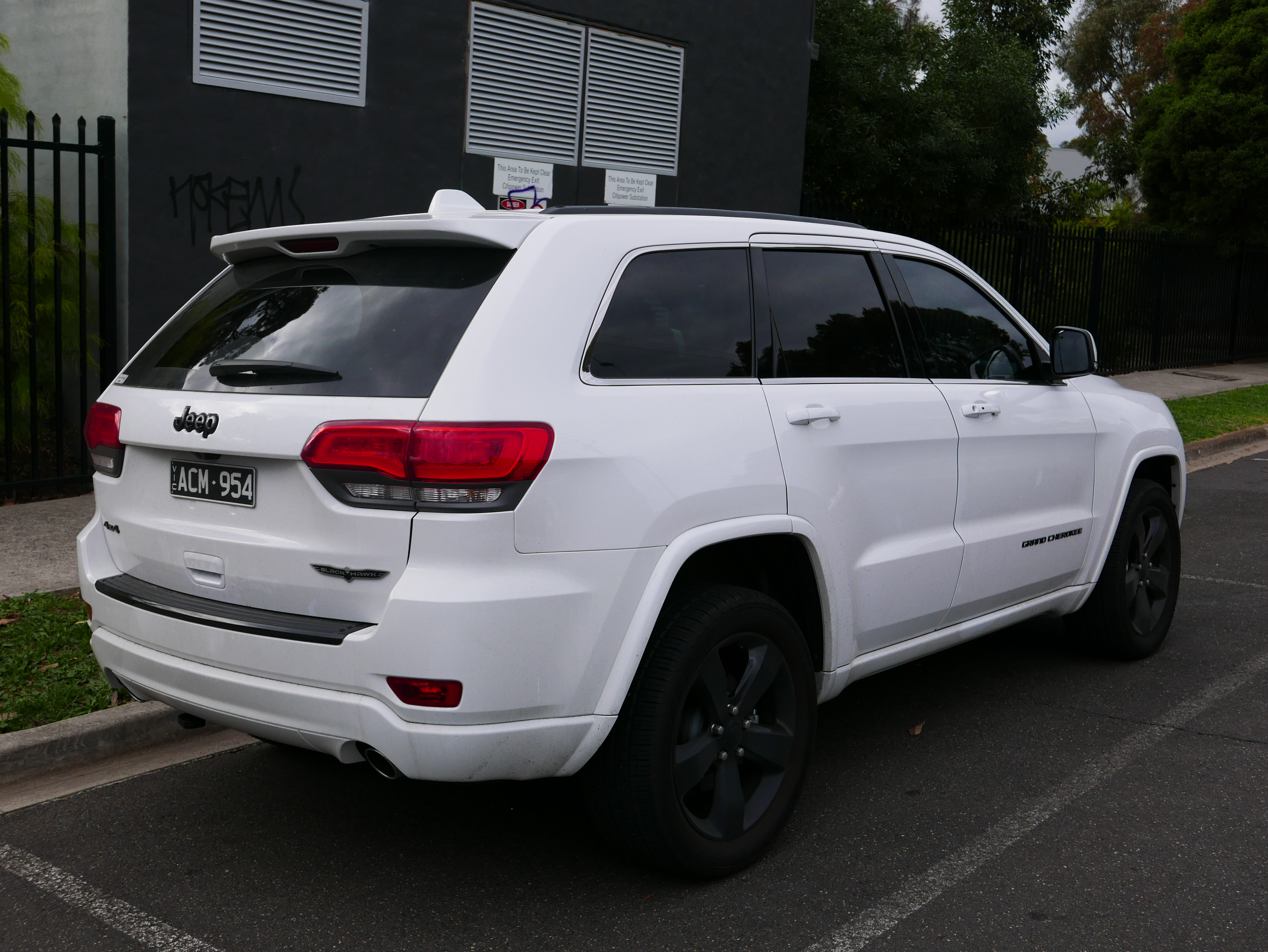
Heckansicht (2013–2017)
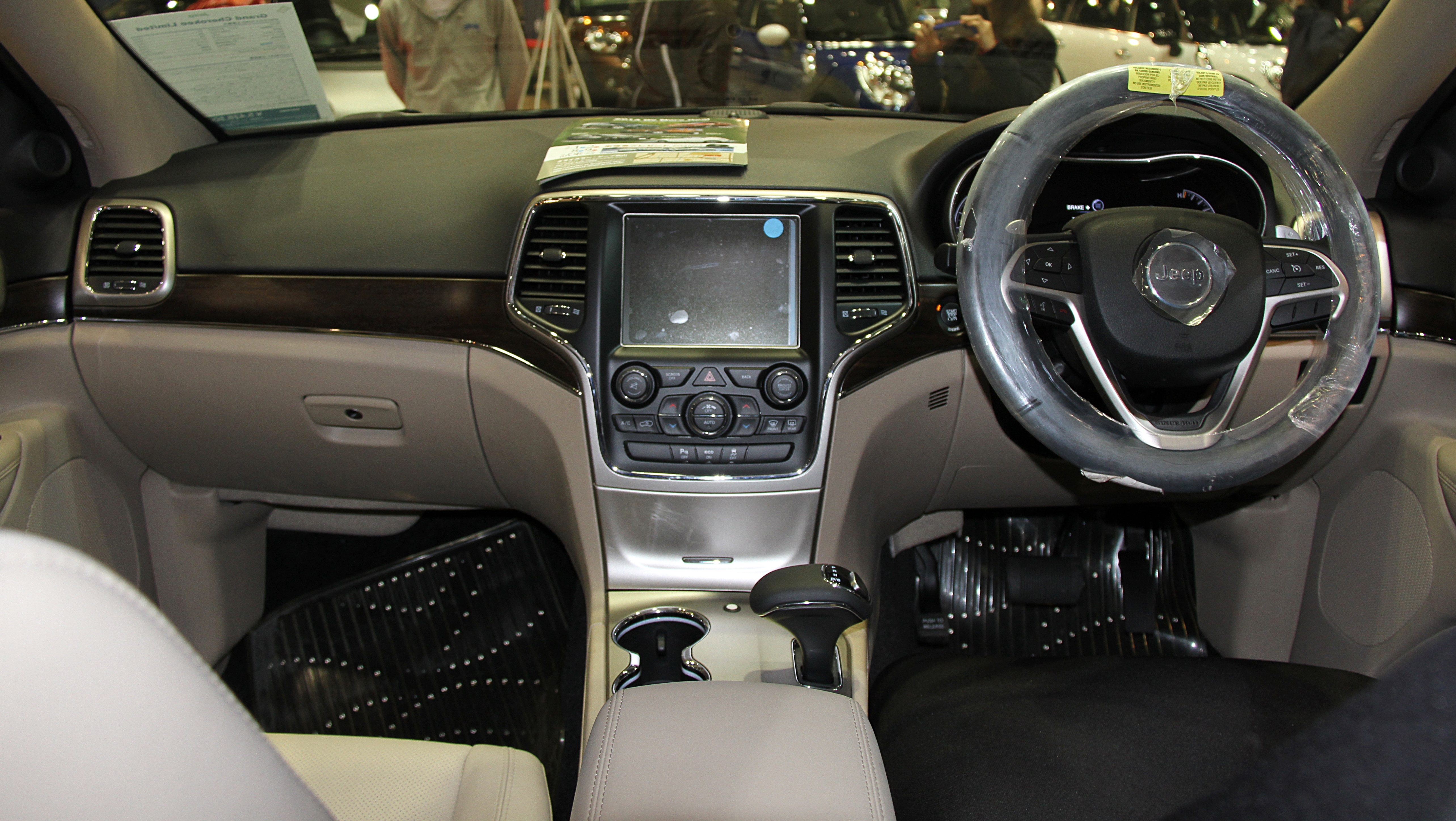
Interieur (Rechtslenker) (2013–2017)

### Modellpflege 2017
Zum 75. Jubiläum (2016) der Marke wurde mit dem Sondermodell „75th Anniversary“ und final mit dem Modelljahr 2017 der Grand Cherokee äußerlich und technisch neu überarbeitet und erhielt unter anderem neue, geänderte Stoßfänger, Räder und Ausstattungen. Er wirkt durch die steilere Stoßstange und Kühlergrill etwas „bulliger“ und durch das neu gestaltete Design hochwertiger. Die Serienausstattungen bei „Overland“ und „Summit“ wurden weiter aufgewertet, indem beispielsweise neue Assistenzsysteme, darunter ein Einpark- und Spurhalteassistent, hinzugekommen sind. Ebenfalls neu angeboten werden bei der Ausstattungslinie „Summit“ und die optionale Innenausstattung „Laguna“. Sitze und Türverkleidungen sind dabei teilweise mit einem Leder mit Rautenmuster überzogen. Die unteren Verkleidungen der Tür und die der Mittelkonsole sehen ebenfalls nach Leder aus. Alternativ können nun auch SRT-Sportsitze bestellt werden.
Das Sportmodell bekam für den Heimatmarkt eine leichte Leistungssteigerung auf 354 kW und wird nun einfach als Grand Cheeroke SRT bezeichnet.

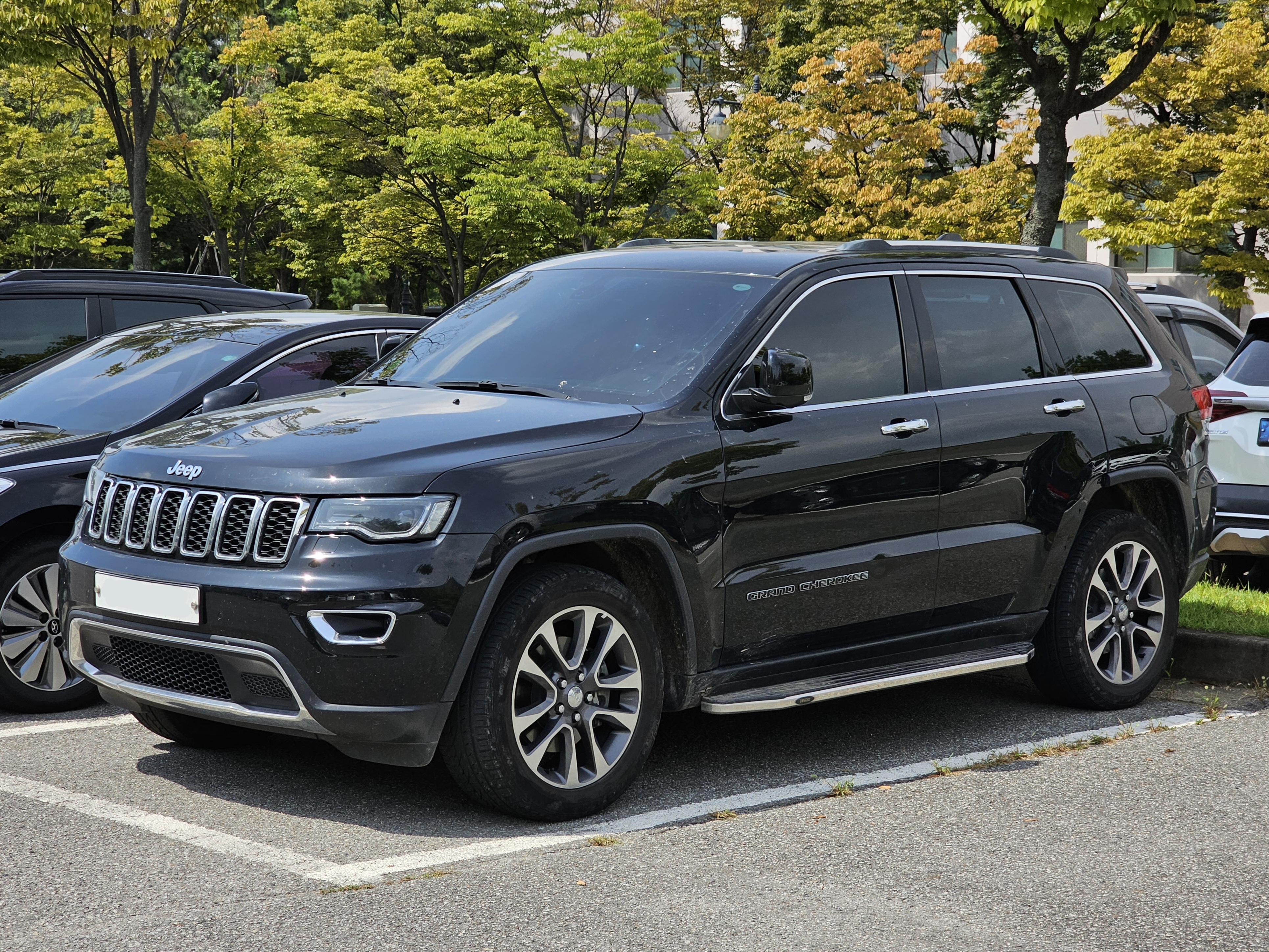
Jeep Grand Cherokee WK2 (2017–2021)
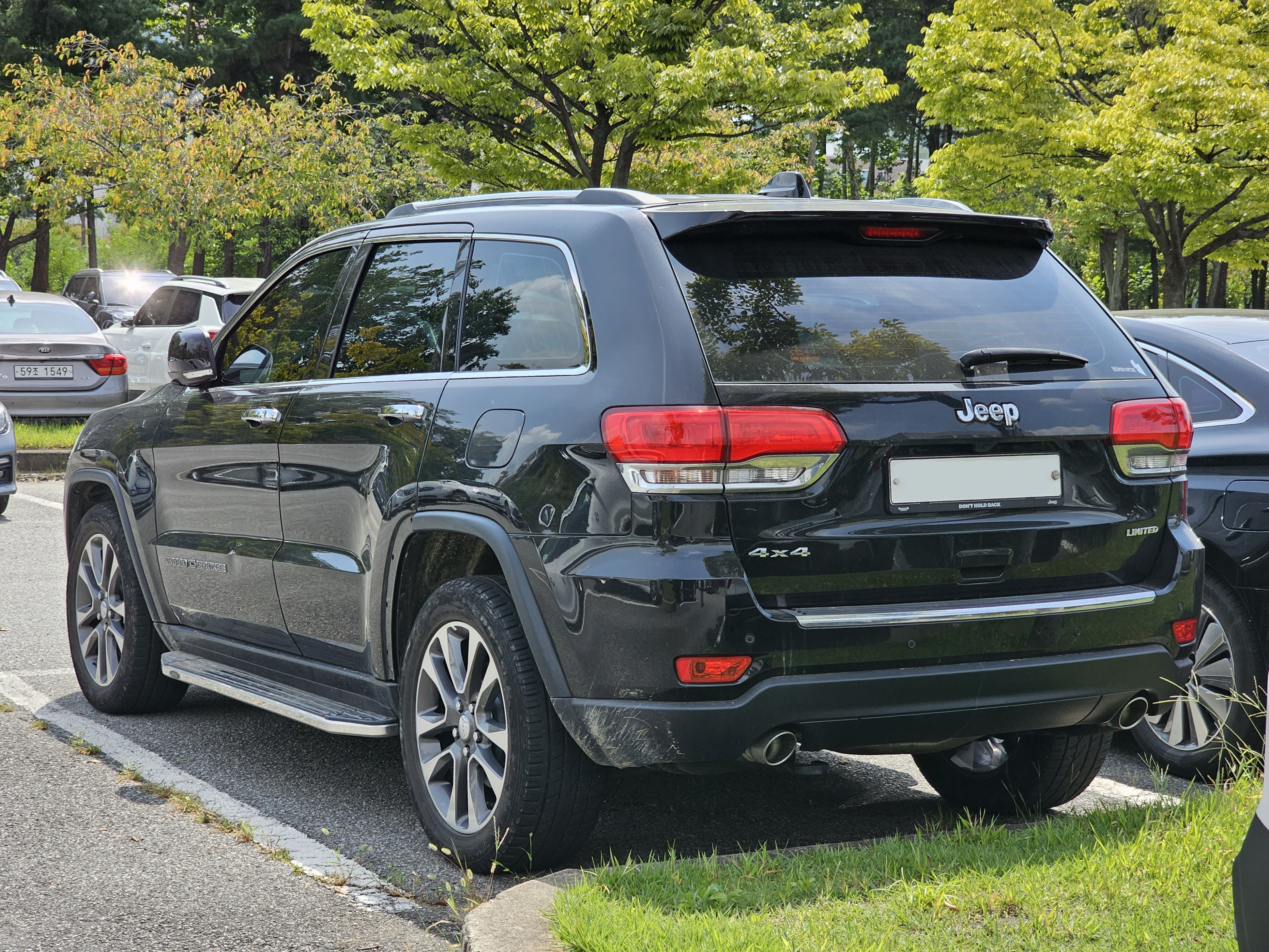
Heckansicht (2017–2021)
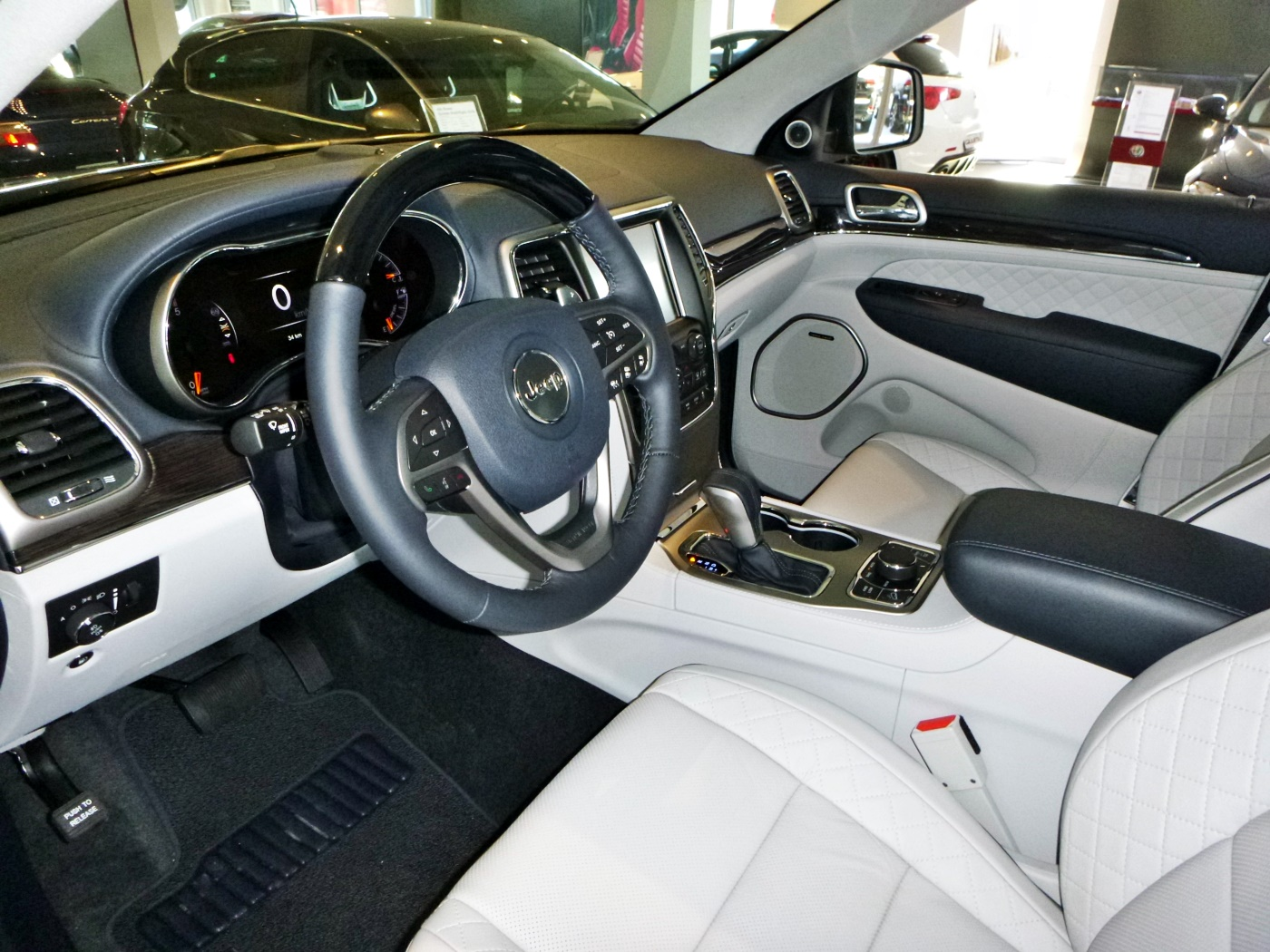
Laguna Interieur (2017–2021)
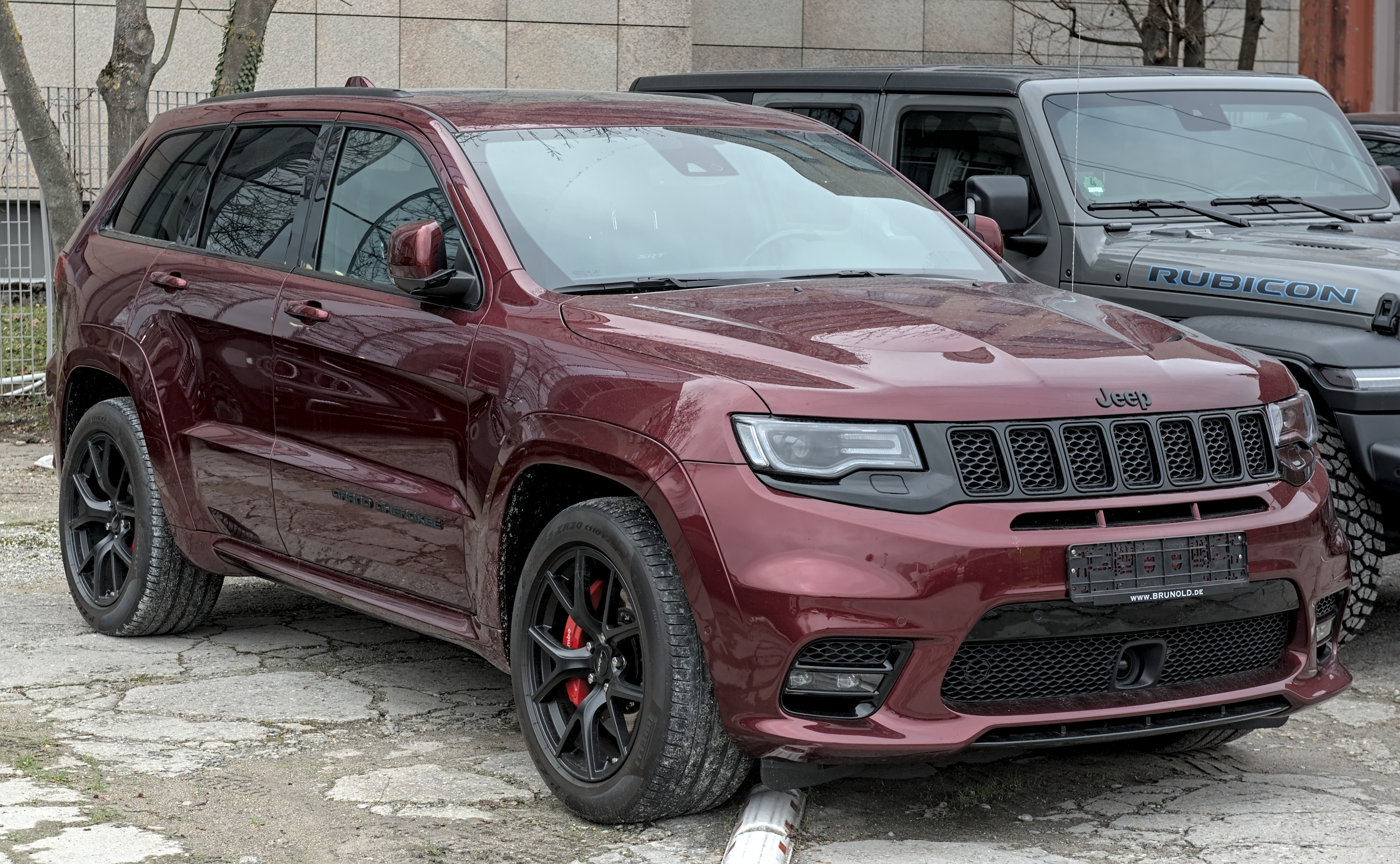
SRT8

Zusätzlich wurde mit der neuen Ausstattungslinie „Trailhawk“ die bisher geländegängigste Variante im Modellprogramm vorgestellt. Der Trailhawk ist preislich und vom Ausstattungsumfang zwischen den bekannten Ausstattungslinien „Limited“ und „Overland“ positioniert. Er ist serienmäßig zusätzlich unter anderem mit einem verstärkten Unterbodenschutz, Luftfederung, elektronischem Sperrdifferenzial, Geländereduzierung (Quadra Drive-II-Allradantriebssystem), spezieller Offroad-Bereifung (All-Terrain) von Goodyear, klimatisierten Sportsitzen aus dem SRT und einen Blendschutz auf der Motorhaube ausgestattet. Er ist die ab Werk leistungsfähigste Variante des Jeep Grand Cherokees für Fahrten abseits der Straße.
Der Trailhawk ist nur in Verbindung mit dem 3,0-l-V6-Dieselmotor oder dem 3,6-l-V6-Ottomotor erhältlich. Der 5,7-l-Hemi V8 ist in Europa nicht für den Trailhawk lieferbar.

### Grand Cherokee Trackhawk
Im Rahmen der NYIAS im April 2017 präsentierte Jeep den Grand Cherokee Trackhawk. Dieser erhält den 522 kW (710 PS) starken 6,2-Liter-V8-Ottomotor aus dem Dodge Challenger SRT Hellcat und war einige Zeit der stärkste in Serie gebaute SUV mit Verbrennungsmotor. Der Motor selbst stammt aus dem 6.4 V8 SRT, hat hier jedoch weniger Hubraum. Auf 100 km/h beschleunigt das Fahrzeug in 3,7 Sekunden, die Höchstgeschwindigkeit gibt Jeep mit 289 km/h an. Im vierten Quartal 2017 wurden die ersten Exemplare des Grand Cherokee Trackhawk ausgeliefert. Im Gegensatz zum Challenger SRT Hellcat und zum Charger SRT Hellcat sollte das Fahrzeug ab Frühjahr 2018 auch offiziell in Deutschland verkauft werden.

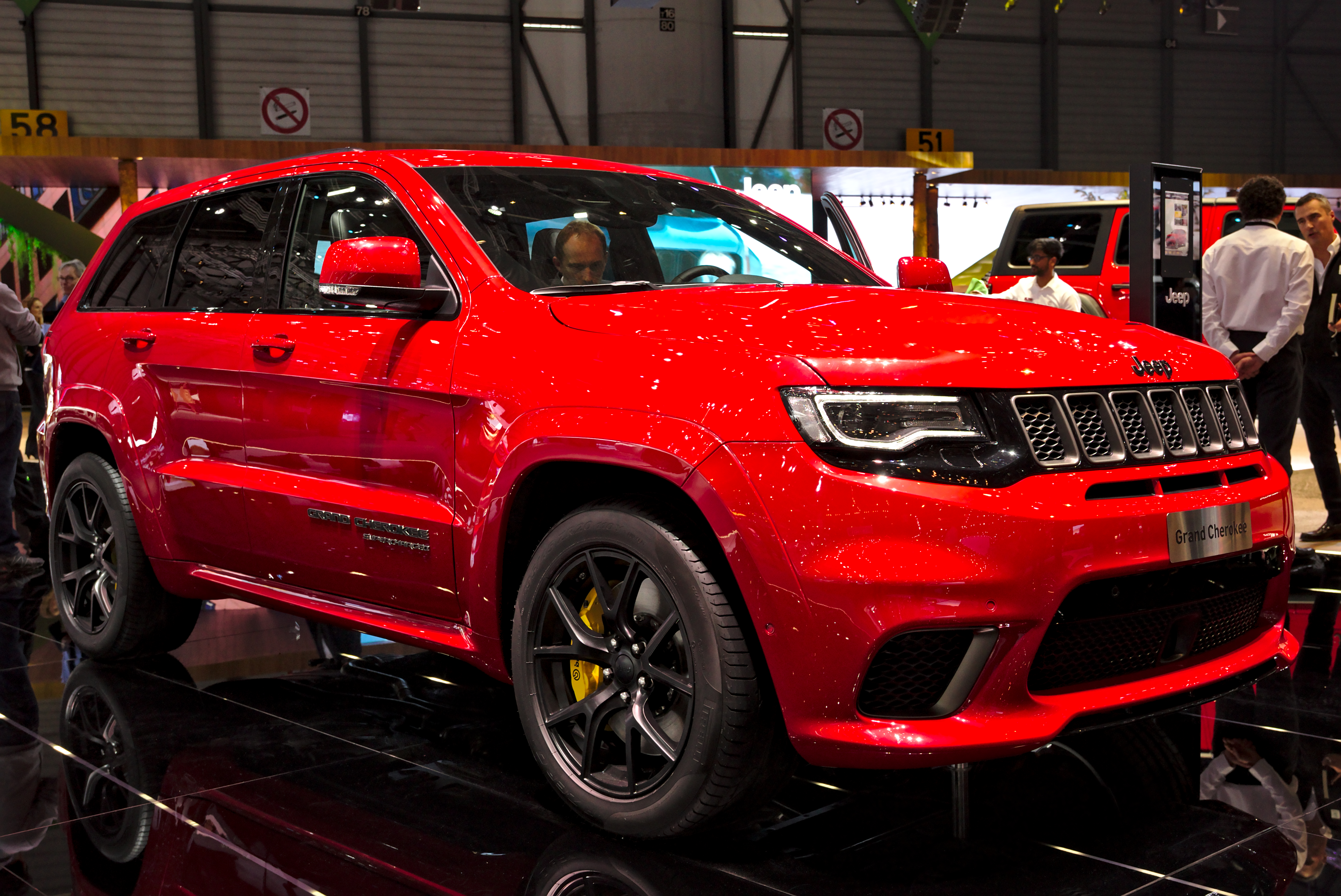
Jeep Grand Cherokee Trackhawk auf dem Genfer Auto-Salon 2018
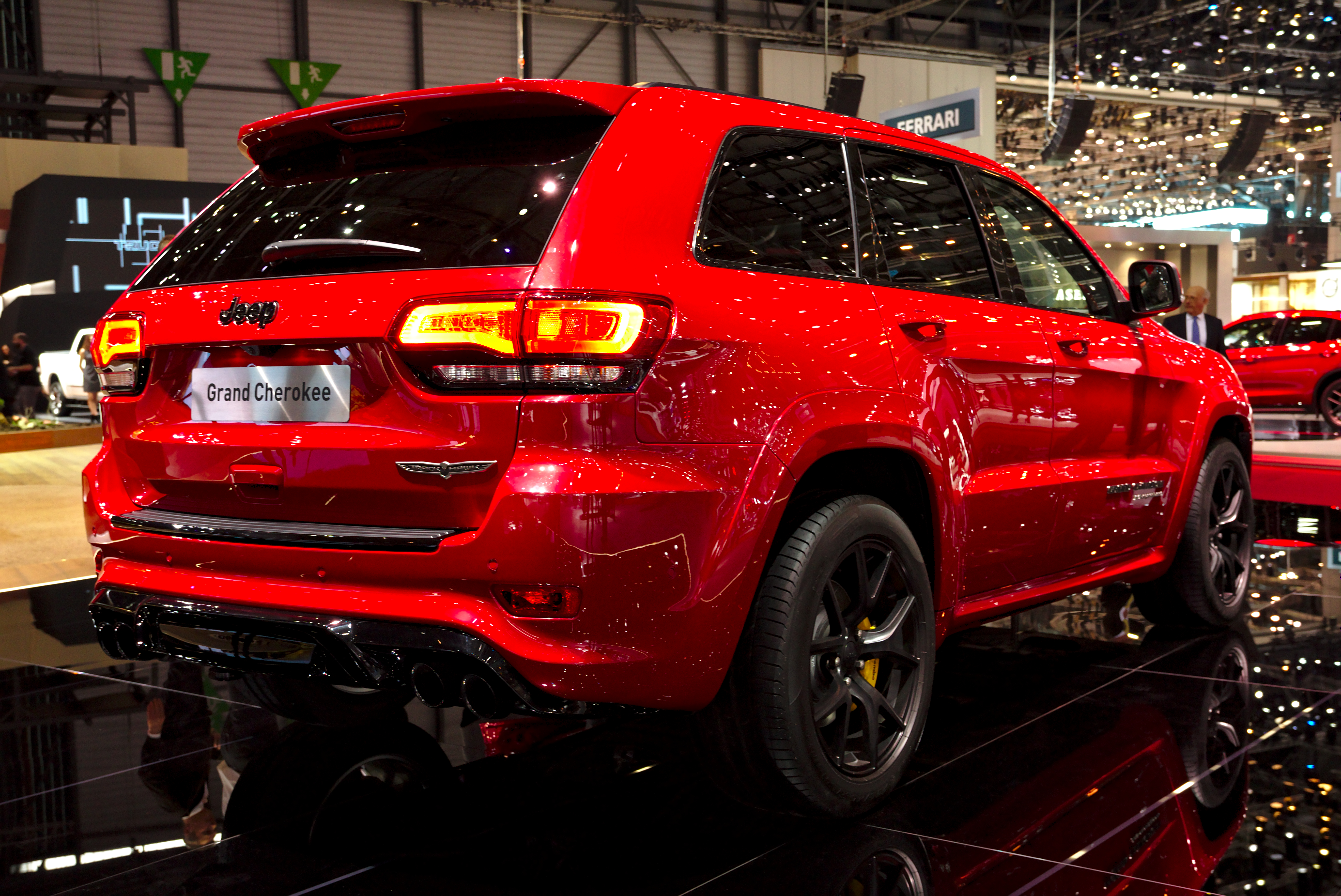
Heckansicht

### Motoren
|                                    | 3.6 V6                   | 3.6 V6                   | 3.6 V6                   | 5.7 V8                   | 5.7 V8                   | 5.7 V8                   | 6.4 V8 SRT               | 6.4 V8 SRT               | 6.4 V8 SRT               | 6.2 V8 Trackhawk         | 3.0 V6 CRD               | 3.0 V6 CRD               | 3.0 V6 MultiJet          | 3.0 V6 CRD               | 3.0 V6 CRD               | 3.0 V6 MultiJet          |
| ---------------------------------- | ------------------------ | ------------------------ | ------------------------ | ------------------------ | ------------------------ | ------------------------ | ------------------------ | ------------------------ | ------------------------ | ------------------------ | ------------------------ | ------------------------ | ------------------------ | ------------------------ | ------------------------ | ------------------------ |
| Bauzeitraum                        | 2010–2013                | 2013–2017                | 2017–2018                | 2010–2013                | 2013–2017                | 2017–2018                | 2010–2013                | 2013–2017                | 2017–2019                | 2017–2019                | 2010–2013                | 2013–2017                | 2017–2019                | 2010–2013                | 2013–2017                | 2017–2021                |
| Motorbaureihe                      | Chrysler Pentastar       | Chrysler Pentastar       | Chrysler Pentastar       | Chrysler Hemi            | Chrysler Hemi            | Chrysler Hemi            | Chrysler Hemi            | Chrysler Hemi            | Chrysler Hemi            | Chrysler Hemi            | VM Motori                | VM Motori                | VM Motori                | VM Motori                | VM Motori                | VM Motori                |
| Motortyp                           | V6-Ottomotor             | V6-Ottomotor             | V6-Ottomotor             | V8-Ottomotor             | V8-Ottomotor             | V8-Ottomotor             | V8-Ottomotor             | V8-Ottomotor             | V8-Ottomotor             | V8-Ottomotor             | V6-Dieselmotor           | V6-Dieselmotor           | V6-Dieselmotor           | V6-Dieselmotor           | V6-Dieselmotor           | V6-Dieselmotor           |
| Hubraum (cm³)                      | 3604                     | 3604                     | 3604                     | 5654                     | 5654                     | 5654                     | 6417                     | 6417                     | 6417                     | 6166                     | 2987                     | 2987                     | 2987                     | 2987                     | 2987                     | 2987                     |
| Max. Leistung bei 1/min            | 210 kW (286 PS) bei 6350 | 210 kW (286 PS) bei 6350 | 213 kW (290 PS) bei 6250 | 259 kW (352 PS) bei 5200 | 259 kW (352 PS) bei 5200 | 259 kW (352 PS) bei 5200 | 344 kW (468 PS) bei 6250 | 344 kW (468 PS) bei 6250 | 344 kW (468 PS) bei 6250 | 522 kW (710 PS) bei 6000 | 140 kW (190 PS) bei 4000 | 140 kW (190 PS) bei 4000 | 140 kW (190 PS) bei 4000 | 177 kW (241 PS) bei 4000 | 184 kW (250 PS) bei 4000 | 184 kW (250 PS) bei 3600 |
| Max. Drehmoment bei 1/min          | 347 Nm bei 4300          | 347 Nm bei 4300          | 347 Nm bei 4000          | 520 Nm bei 4200          | 520 Nm bei 4200          | 520 Nm bei 4200          | 624 Nm bei 4100          | 624 Nm bei 4100          | 624 Nm bei 4100          | 868 Nm bei 4000          | 440 Nm bei 1600–2800     | 440 Nm bei 1600–2800     | 440 Nm bei 1600–2800     | 550 Nm bei 1800–2800     | 570 Nm bei 2000          | 570 Nm bei 2000          |
| Höchstgeschwindigkeit              | 206 km/h                 | 206 km/h                 | 206 km/h                 | 210–225 km/h             | 225 km/h                 | 225 km/h                 | 257 km/h                 | 257 km/h                 | 257 km/h                 | 289 km/h                 | 190 km/h                 | 190 km/h                 | 190 km/h                 | 202 km/h                 | 202 km/h                 | 202 km/h                 |
| Beschleunigung (0–100 km/h)        | 9,1 s                    | 8,3 s                    | 8,3 s                    | 8,7 s                    | 7,3 s                    | 7,3 s                    | 5,0 s                    | 5,0 s                    | 5,0 s                    | 3,7 s                    | 10,2 s                   | 10,2 s                   | 10,2 s                   | 8,2 s                    | 8,2 s                    | 8,2 s                    |
| Getriebe (Serienmäßig)             | 5-Gang-Automatik         | 8-Gang-Automatik         | 8-Gang-Automatik         | 5-Gang-Automatik         | 8-Gang-Automatik         | 8-Gang-Automatik         | 5-Gang-Automatik         | 8-Gang-Automatik         | 8-Gang-Automatik         | 8-Gang-Automatik         | 5-Gang-Automatik         | 8-Gang-Automatik         | 8-Gang-Automatik         | 5-Gang-Automatik         | 8-Gang-Automatik         | 8-Gang-Automatik         |
| Verbrauch (kombiniert) in l/100 km | 11,0 N                   | 10,4 N                   | 10,0 N                   | 14,1 S                   | 13,0 S                   | 13,0 S                   | 14,1 S                   | 14,0 S                   | 14,0 S                   | 16,8 S                   | 8,3 D                    | 7,5 D                    | 7,0 D                    | 8,3 D                    | 7,5 D                    | 7,0 D                    |
| CO2-Emission (kombiniert) in g/km  | 256–265 g/km             | 244 g/km                 | 233 g/km                 | 327 g/km                 | 304 g/km                 | 304 g/km                 | 328 g/km                 | 327 g/km                 | 315 g/km                 | 385 g/km                 | 218 g/km                 | 198 g/km                 | 184 g/km                 | 218 g/km                 | 198 g/km                 | 184 g/km                 |
| Tankinhalt                         | 93 l                     | 93 l                     | 93 l                     | 93 l                     | 93 l                     | 93 l                     | 93 l                     | 93 l                     | 93 l                     | 93 l                     | 93 l                     | 93 l                     | 93 l                     | 93 l                     | 93 l                     | 93 l                     |

Die angegebenen Werte gelten für die europäischen Märkte. Für den Heimatmarkt können die Daten leicht abweichen.

## WL (seit 2021)
Ein neuer Grand Cherokee wurde Anfang Januar 2021 vorgestellt. Technisch basiert das Fahrzeug auf der Giorgio-Plattform von FCA. Zunächst kam er in Nordamerika in der erstmals erhältlichen Langversion L mit drei Sitzreihen im Mai 2021 in den Handel. Die kürzere Version mit zwei Sitzreihen wurde im September 2021 vorgestellt. Sie kam zunächst mit den Antrieben der Langversion im November 2021 in den Handel, der Plug-in-Hybrid 4xe folgte im Januar 2022. In Europa wird die Baureihe seit Mai 2022 ausschließlich als Plug-in-Hybrid verkauft. Der Plug-in-Hybrid wurde im September 2022 auf der North American International Auto Show als limitiertes Sondermodell 30th Anniversary Edition anlässlich des dreißigjährigen Jubiläums der Baureihe vorgestellt.

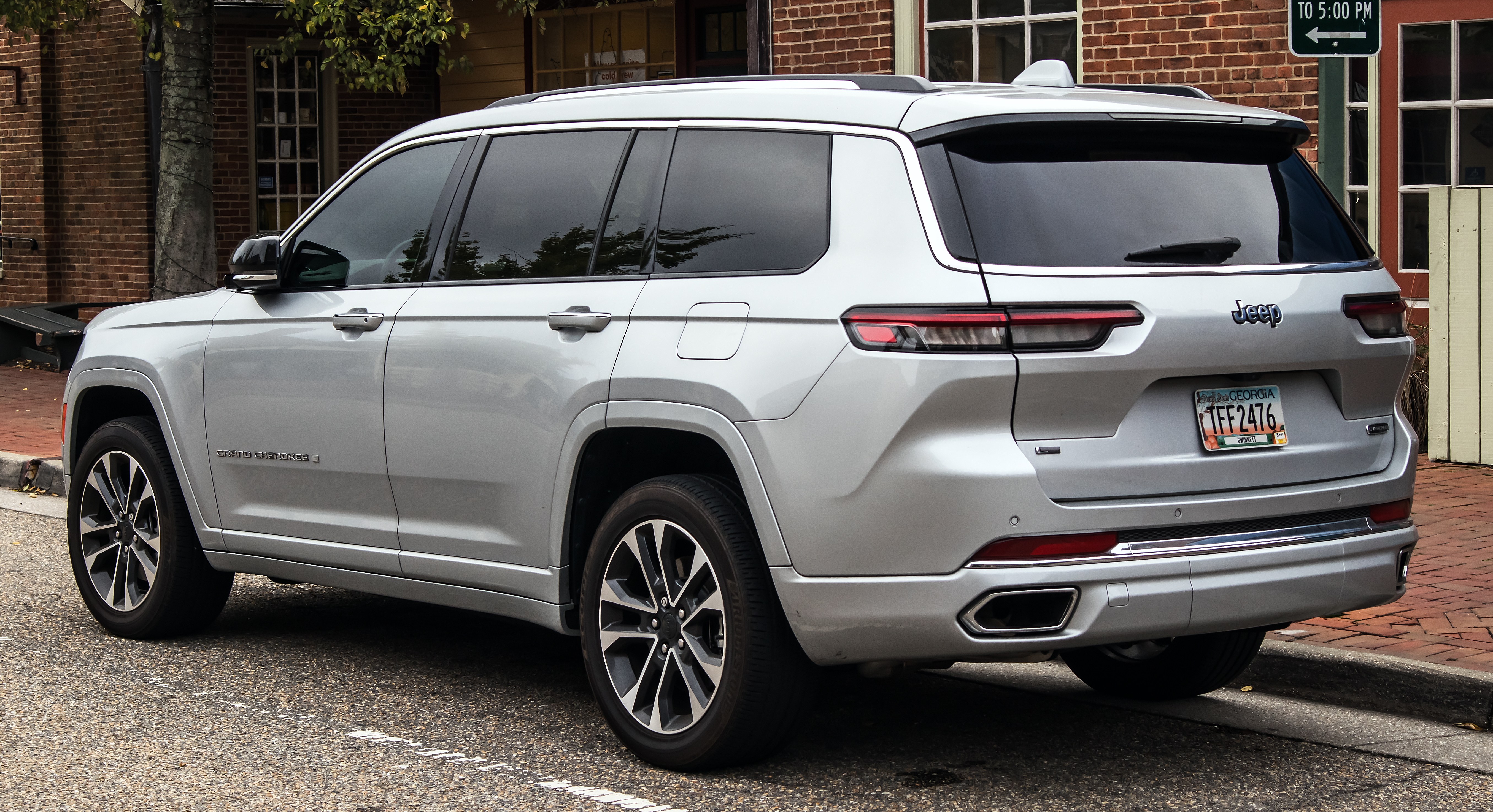
Heckansicht
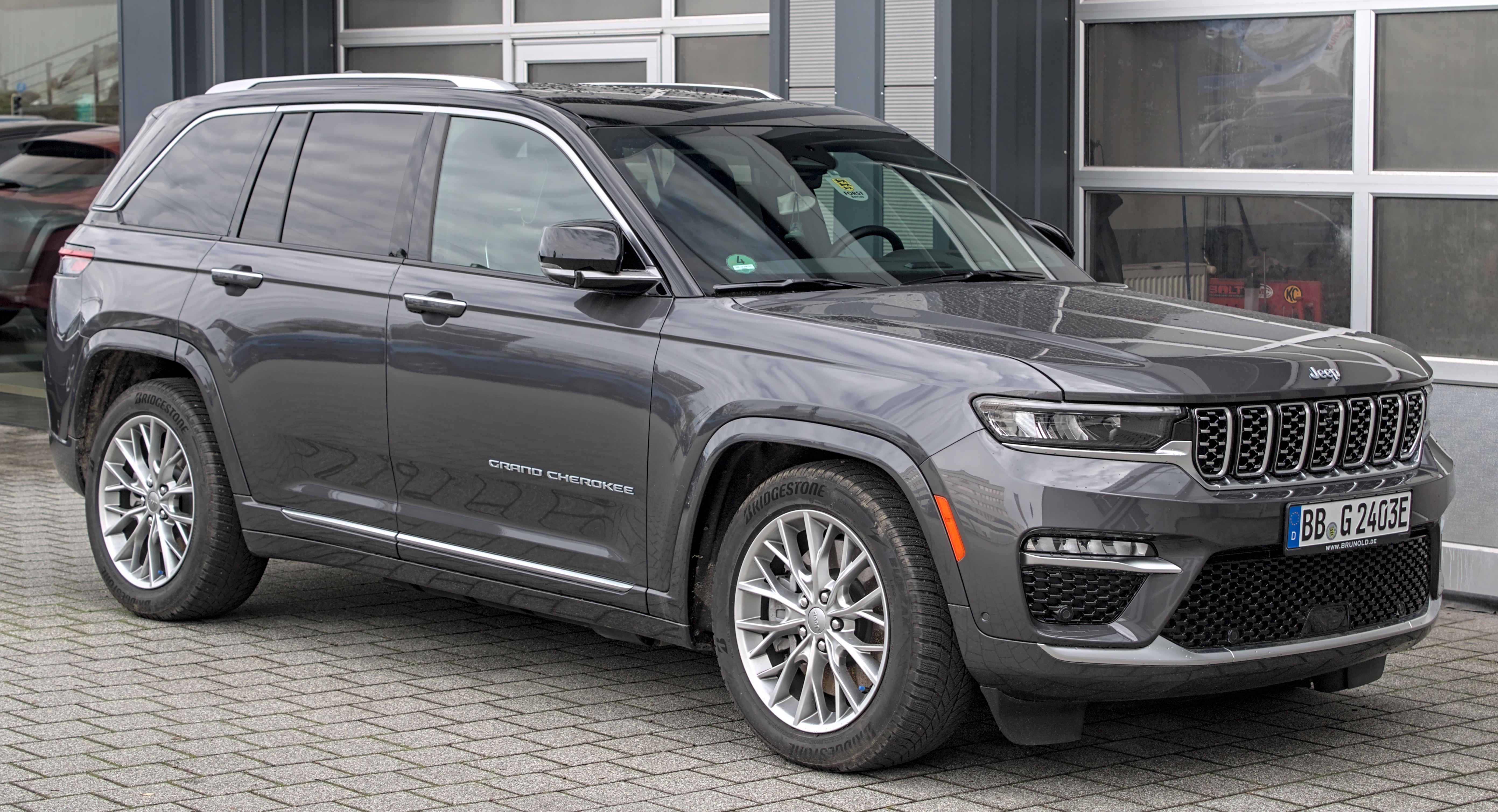
Jeep Grand Cherokee 4xe (seit 2022)
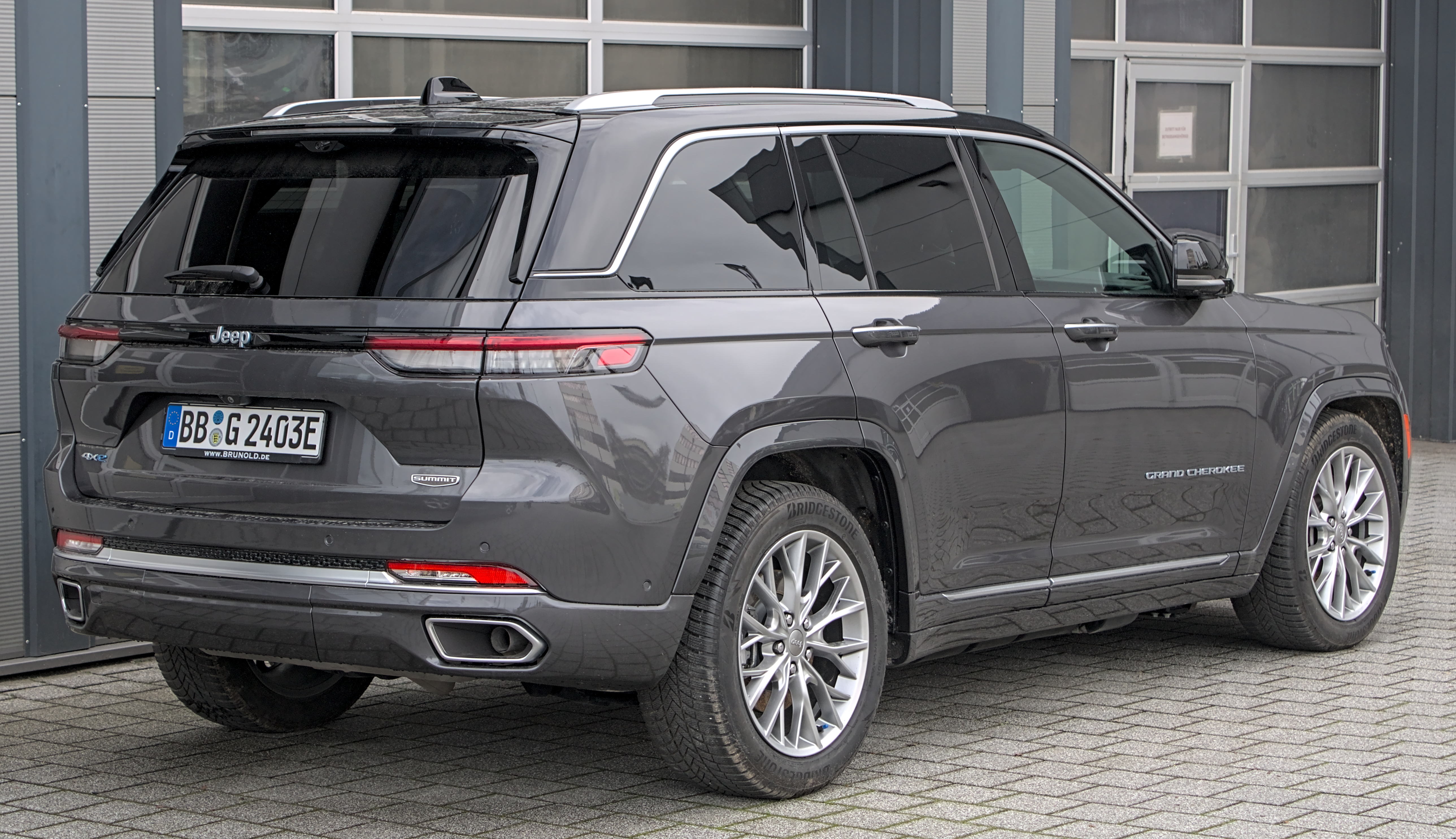
Heckansicht
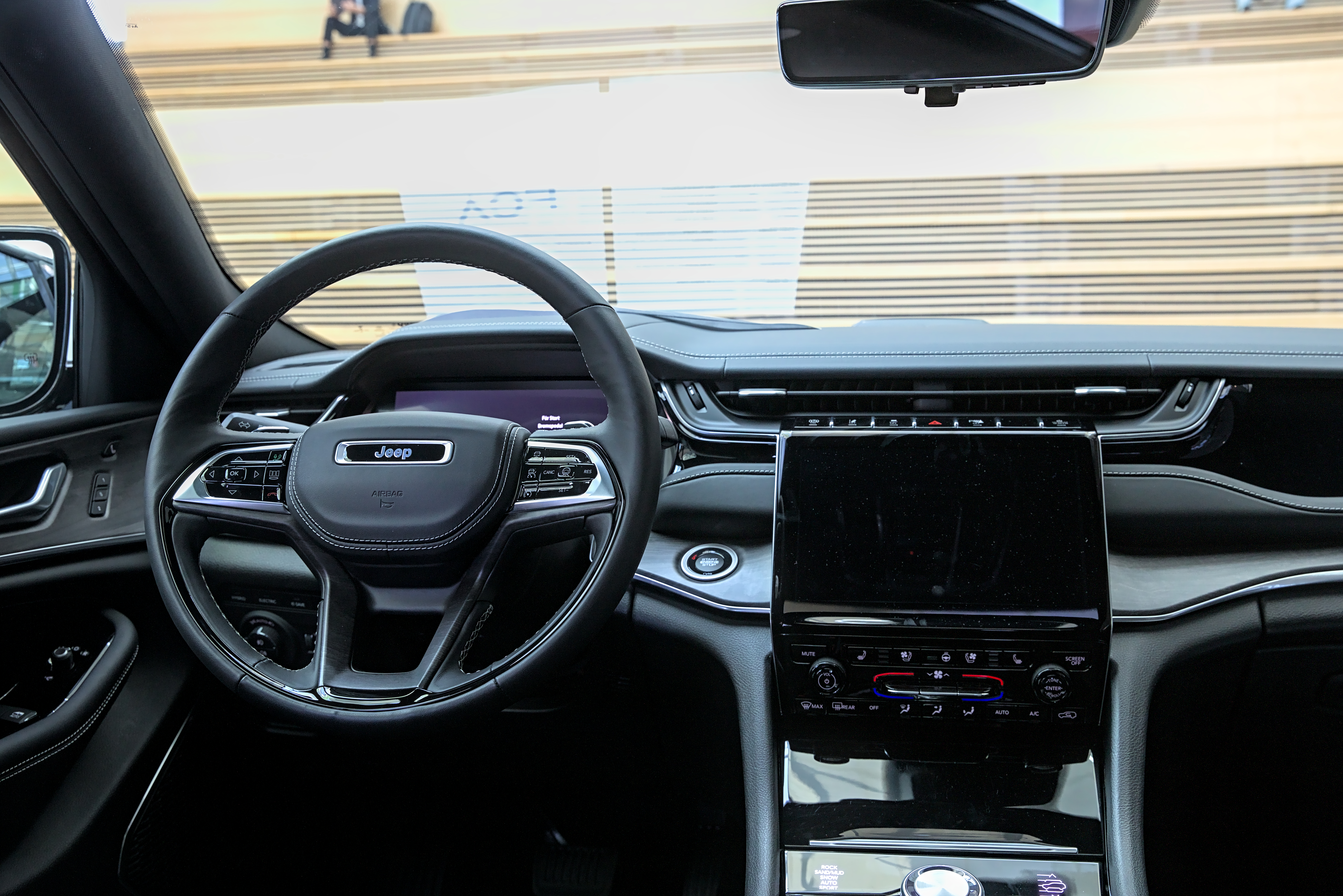
Interieur

### Technische Daten
| Kenngrößen                                        | 3.6 V6                                | 5.7 V8                       | 2.0 4xe (1)                      | 2.0 4xe (1)                      |
| Bestellzeitraum                                   | seit 05/2021                          | 05/2021–10/2024              | 01/2022–08/2024                  | seit 08/2024                     |
| Motorkenndaten                                    |                                       |                              |                                  |                                  |
| Motortyp                                          | V6-Ottomotor                          | V8-Ottomotor                 | R4-Ottomotor + Elektromotor      | R4-Ottomotor + Elektromotor      |
| Motorbezeichnung                                  | Pentastar                             | HEMI                         | FCA GME                          | FCA GME                          |
| Motoraufladung                                    | —                                     | —                            | Turbolader                       | Turbolader                       |
| Hubraum                                           | 3604 cm³                              | 5654 cm³                     | 1995 cm³                         | 1995 cm³                         |
| max. Leistung                                     | 213 kW (290 PS) bei 6400/min          | 268 kW (364 PS) bei 5150/min | 280 kW (380 PS) bei 5250/min (2) | 280 kW (380 PS) bei 5250/min (2) |
| max. Drehmoment                                   | 348 Nm bei 4000/min                   | 520 Nm bei 4250/min          | 637 Nm bei 3000/min (3)          | 637 Nm bei 3000/min (3)          |
| Kraftübertragung                                  |                                       |                              |                                  |                                  |
| Antrieb, serienmäßig                              | Hinterradantrieb                      | Allradantrieb                | Allradantrieb                    | Allradantrieb                    |
| Antrieb, serienmäßig                              | (Allradantrieb)                       | —                            | —                                | —                                |
| Getriebe                                          | 8-Gang-Automatikgetriebe              | 8-Gang-Automatikgetriebe     | 8-Gang-Automatikgetriebe         | 8-Gang-Automatikgetriebe         |
| Messwerte                                         |                                       |                              |                                  |                                  |
| Höchstgeschwindigkeit                             | k. A.                                 | k. A.                        | 210 km/h                         | 210 km/h                         |
| Beschleunigung, 0–100 km/h                        | k. A.                                 | k. A.                        | 6,3 s                            | 6,3 s                            |
| Leergewicht                                       | 1922–2155 kg (1980–2299 kg)           | 2266–2395 kg                 | 2415–2521 kg                     | 2434 kg                          |
| Kraftstoffverbrauch auf 100 km (kombiniert, WLTP) | 10,7–11,2 l Super (10,7–11,2 l Super) | 13,8 l Super                 | 2,6–2,9 l Super                  | 2,9–3,2 l Super                  |
| CO2-Emission (kombiniert)                         | k. A.                                 | k. A.                        | 60–68 g/km                       | 65–71 g/km                       |
| Tankinhalt                                        | 87 l                                  | 87 l                         | 72 l                             | 72 l                             |
| Batterie                                          | —                                     | —                            | 17,3 kWh                         | 17,3 kWh                         |
| Abgasnorm nach EU-Klassifikation                  | k. A.                                 | k. A.                        | Euro 6d                          | Euro 6e                          |

## Weitere Quellen
- Car and Driver. Ausgabe August 1998, Seiten 69–70: Jeep Grand Cherokee Preview. Autor Phil Berg.
- Preisliste/Verkaufshandbuch Jeep Grand Cherokee MJ'09

Aktuell:
Avenger |
Commander |
Compass |
Gladiator |
Grand Cherokee |
Grand Wagoneer |
J8 |
Meridian |
Recon |
Renegade |
TJL-J8 |
Wagoneer |
Wagoneer S |
Wrangler
Ausgelaufen:
Aho |
4000 |
4700 |
Cherokee |
CJ-Serie |
Comanche |
Comando |
Commando |
DJ-Serie |
FC-Serie |
FJ-Serie |
Gladiator |
Grand Commander |
Honcho |
J20 |
Jeepster |
Jeepster Commando |
Liberty (USA) |
Patriot |
Pickup |
Sahara |
Shahbaz |
Simorgh |
Station Wagon |
TJL |
Truck
Konzeptfahrzeuge:
Jeepster Concept |
Renegade Concept |
Treo |
Wagoneer 2000